# 灼眼のシャナの登場人物
灼眼のシャナの登場人物（しゃくがんのシャナのとうじょうじんぶつ）は、高橋弥七郎による小説『灼眼のシャナ』およびそのアニメ化やその他派生作品に登場する人物の一覧である。
担当声優はアニメ版 / 『電撃hp』で誌上通販された2004年のドラマCDの順。1人しか記載されていない場合は特記無い限りアニメ版のキャストとする。

## 主要人物
シャナ
声 - 釘宮理恵 / 堀江由衣
本作品の主人公兼ヒロイン。“天壌の劫火”アラストールと契約した『炎髪灼眼の討ち手』という称号を持つフレイムヘイズ。『大地の四神』には『眩き炎』と形容される。腰の下まである長い髪を持ち、凛々しいまたは可愛らしい顔立ちと称される東洋系の少女。見た目の年齢は11、2歳前後に見えるが不老であるため、実年齢は不詳だが、契約した時は12歳以上、フレイムヘイズとなったのは数年前で、未だ人間だった時間の方が長い。普段は黒髪に黒目だが、戦闘時は称号が示す通りの炎髪、灼眼となる。フレイムヘイズにしては珍しく、自在法をほとんど使わず、体術や大太刀型宝具『贄殿遮那』を用いた白兵戦を得意としている。
非常に才能豊かであり、フレイムヘイズにならなければ歴史的に多大な影響力を与えていたであろう「運命」を持っている。その『運命という名の器』の大きさから、「在るべくして在るもの」「偉大なる者」と称されることもある。
実直で質実剛健、見栄や飾り気というものに無縁の性格。フレイムヘイズとして純粋培養されたため、フレイムヘイズとしては優秀だが、常識や社会性に乏しい箱入り娘で他者と関わることを好まず、「人間」としては幼く未熟。フレイムヘイズになる前に受けた英才教育から学校では優秀な一方で、フレイムヘイズに必要ない家事一般に関しては疎く興味がない。
「フレイムヘイズであること」を精神基盤とし、人間としての精神基盤を持っていなかったが、悠二と出会って共に行動し、また御崎市で多くの人間と交流を持ちながら暮らすうちに「人間の少女」としての感情が芽生える。出遭った当初は悠二を「トーチというモノ」として扱っていたが、「素の自分」へ対等に接して協力し、フリアグネとの戦いにおいて思わぬ有能さと信頼のおける姿を見せた悠二を、特別な存在と認識するようになる。
『このライトノベルがすごい!』女性キャラクター部門では2005年版で9位、2006年版で5位、2007年版で9位、2009年版で9位をそれぞれ獲得している。
坂井 悠二（さかい ゆうじ）
声 - 日野聡 / 森田成一
本作品のもう一人の主人公。御崎市内の普通高校・御崎高校の一年生。“紅世の徒”が作りだした、喰われて死んだ人間の代替物であるトーチにして、その中でも特殊なトーチである“ミステス”。宿す宝具は『零時迷子』。その能力により毎晩零時に“存在の力”が回復する他、封絶の影響を受けない。また“存在の力”に対して非常に敏感で、“徒”やフレイムヘイズにも感じ取れないトーチの鼓動や入念に偽装された自在式の中でも違和感を正確に感じ取ることができる。
普段は大人しく頼りない印象を与える平々凡々な少年だが、真剣になれば熟練のフレイムヘイズ以上に優れた洞察力と推理力を発揮し、勝てる見込みのない敵にハッタリをかまして時間を稼ぐなど、土壇場での度胸も持ち合わせる。ただし緊張感が伴わない場面では洞察力を全く発揮できず、非常に鈍感。親友の池曰く「要領がいいようでどこか抜けた」性格。また、「真剣になればなるほど落ち着く」性格でもあり、真剣に取り組んだ物事に対して感情のままに動くことより、感情以外の何かを根底に動くことが多い。こういった面は敵を誘い出すために自分の同類であるトーチを大量消費する作戦を自ら立てるなどのある種ドライな面としても現れており、その性質から「本質が感情の面にない、特殊な人格の持ち主」ではないかとヴィルヘルミナには推測されている。
その反面、恋愛といった理屈が通用しない事柄に対しては疎く、またトーチである自身の悩みからそういった感情を持つ余裕がないため、はたから見ると優柔不断である。ただし一度決めたことや約束したことは何があっても守ろうとするなど、誠実で理想家の面も見られる。シャナには尻に敷かれ、基本は逆らえないが、はっきりと意見を言うこともある。
“天壌の劫火（てんじょうのごうか）”アラストール
声 - 江原正士 / 大塚明夫
シャナと契約している男性の“紅世の王”。“天壌の劫火”が真名と呼ばれる本名であり、アラストールは通称。“コキュートス”と呼ばれるペンダント型の神器に意思を表出させている。炎の色は「全てを焼き尽くす」紅蓮。
顕現した姿は、灼熱の炎の中に漆黒の塊を秘め、夜空を思わせる皮膜を張った翼と本物の灼眼を持った有翼有角の巨人を形作る紅蓮の焔。通常は単なる“紅世の王”として扱われるが、より正確には“王”にして“紅世”での神に相当する超常的存在の内の一柱であり、「“紅世”真正の魔神」とも呼ばれる。司る権能は『審判』と『断罪』である『天罰神』であり、この世で人間と契約したのも「世界のバランスを乱し両界に仇なす同胞に天罰を与える」ためである。
普段は威厳に溢れた毅然とした性格をしており、女心や恋愛など自分の及ばぬところに絡むと非常に狼狽する脆さがある。また、ヴィルヘルミナ曰く「女性に対して押しが弱い」。フレイムヘイズの使命に対して人一倍真摯であるが、同時に割と世話好き。“神”として、また過去に最強のフレイムヘイズと謳われたことに対して、それなりに自負心を抱いていた様子であり、数百年表舞台に出なかったことで彼の威令が零落していたことを知った時はショックでしばらく意気消沈している。
シャナとは非常に強い精神的絆で結ばれているが、シャナから「少女としての悩み」を（異性であるため）隠されると動揺したり不満を抱いたりする場面も多い。マティルダ・サントメールとは相思相愛の仲であり、彼女が亡くなった後も現在まで愛し続けている。そのため、マティルダに想いを寄せる“虹の翼”メリヒムとは、互いに恋敵としても快く思っていない。「戦力」としての悠二は早い時期から認めているものの、「シャナの戦友」としては未熟なため、「シャナが好意を抱く男性」への反発心も含め、手厳しい指導をたびたび行っている。

## 人間

### 御崎高校の生徒
吉田 一美（よしだ かずみ）
声 - 川澄綾子 / 佐藤朱
本作品のヒロインの一人。悠二の高校からのクラスメイトで、大人しく控えめな少女。当初は“紅世”とは無関係の一般人だったが、シャナたちと関わっていたことで『儀装の駆り手』カムシン・ネヴハーウに調律の協力者候補に選ばれたことを機に“紅世”と関わるようになる。
親しい者を除いて、同級生にすら敬語を使うほど内気で弱気。しかし悠二やシャナとの関係や“紅世”に関する事件を通じ、精神的に強く成長していく。同級生の中でもスタイルが良く、料理全般、特に野菜を使ったものが大の得意など、シャナとはさまざまな点で対照的な面がある。健という中学1年生の弟がいる。
物語開始以前から、悠二に好意を抱いている。内気な性格ゆえ告白はできずにいたが、シャナの出現を機に、悠二へ接近する。恋敵のシャナに対して、当初はトーチに割り込んだと知らず幼馴染として親しく接していたが、一方で恋愛感情の自覚がないことには批判的であった。しかし彼女の正体を知った後は、本人やシャナの精神的成長に伴い、同じ想いを抱く友人として互いに認め合うようになる。
佐藤 啓作（さとう けいさく）
声 - 野島健児
悠二の高校からのクラスメイトで、「とりあえず美をつけてもよい」容姿の華奢な少年。当初は“紅世”とは無関係の一般人だったが、『弔詞の詠み手』マージョリー・ドーとの出会いを機に“紅世”と関わるようになる。
基本的に軽薄で要領や人当たりの良いクラスのムードメーカーだが、勉強は苦手。御崎市の旧家の息子だが家族とは確執があり、現在は豪邸で家政婦たちの世話を受けつつ、居候のマージョリーと2人暮らしをしている。
田中栄太・緒方真竹とは、中学からの同級生。特に田中とは親友で、共にシャナと出会う以前に悠二の友人となっている。後に、悠二とも親友と呼べる仲になる。
現在は更生しているが、中学時代は「狂犬」と呼ばれるほど反抗的で荒れており、当時のことを忘れていない者も多い。

田中 栄太（たなか えいた）
声 - 近藤孝行
悠二の高校からのクラスメイトで、愛嬌のある面付きをした大柄な少年。当初は“紅世”とは無関係の一般人だったが、『弔詞の詠み手』マージョリー・ドーとの出会いを機に“紅世”と関わるようになる。
基本的に律儀で穏やかな性格で、勝負事などは真剣に楽しむ反面、恋愛事には鈍感で不器用。シャナ曰く、学園で一番身体能力が高い。
佐藤啓作・緒方真竹とは、中学からの同級生。特に佐藤とは親友で、共にシャナと出会う以前に悠二の友人となっている。
中学時代は荒れており、佐藤と共に喧嘩をして回るのは日常茶飯事だった。そのため、母親からは佐藤と手を切って欲しいと思われているが、本人は意に介していない。
池 速人（いけ はやと）
声 - 野島裕史 / 笹田貴之
悠二の中学からの同級生で、親友と呼べる間柄。悠二やシャナたちの身近にいるが、“紅世”とは無関係の一般人。
学業優秀で人当たりも良く、さまざまなことをそつなく人並み以上にこなし、ごく自然に皆のトップに立ち場をまとめる、天性のリーダー気質を持った少年で、クラス委員も務める。通称「正義の味方メガネマン」。
吉田一美が悠二に好意を持っていることに気づき、二人の仲を取り持とうと吉田に助力する内に吉田に好意を抱くようになり、吉田の気持ちと己の感情と理性の板ばさみに苦悩する。悠二たちが表面は変わっていないように見えて、実は変わっている現実を見て自分も変わらなければいけないと思い悩む。
緒方 真竹（おがた またけ）
声 - 小林由美子
悠二の高校からのクラスメイトで、ボーイッシュな女の子。悠二やシャナたちの身近にいるが、“紅世”とは無関係の一般人。
「かわいいよりかっこいい」と評される快活な性格。バレー部員で、1年ながらレギュラーを掴んでいる。
佐藤啓作・田中栄太とは、中学からの同級生。特に明記はされていないが、中学時代から佐藤家に出入りしており未成年ながら飲酒を嗜むなど、中学時代は佐藤・田中と共に素行不良であったことがうかがえる。田中に好意を抱いており、彼のそばにいたいがために悠二たちと関わるようになる。また、当初は田中が慕うマージョリーのことを誤解していたが、誤解が解けた後は「身近で頼れる大人の女性」として彼女を尊敬している模様。
平井 ゆかり（ひらい ゆかり）
声 - 浅野真澄
悠二のクラスメイトの1人。物語開始前に“狩人”フリアグネの一派に家族ごと襲われ死亡、揃ってトーチとなっている。その後、悠二と出会ったシャナが彼の見張りに都合が良い立場として存在を割り込ませたため、周囲の一般人には平井ゆかり＝シャナと認知されている。平井ゆかりが“絆”以外消えてしまったことを聞いた悠二が、自分だけでも消えてしまった「本当の平井ゆかり」のことを覚えているために、フレイムヘイズの少女と平井ゆかりが別人である証明として、名無しのフレイムヘイズの少女に「シャナ」と名付けることとなる。
原作では、物語開始時にトーチとなった前後の平井ゆかりが登場する場面はないが、以前はどのような人物であったかが語られている。かつては隣席の悠二とは、何度かノートを貸した程度の仲だった。悠二は目立たず大人しかったとしているが、シャナによれば「灯りも消えかけてた」トーチだったため、実際の性格は不明。また吉田一美とは幼馴染で、吉田が対等に話せる数少ない友人の一人。
近衛 史菜（このえ ふみな）
声 - 能登麻美子
アニメ版オリジナルキャラクター。第2期二話終盤で悠二たちのクラスへ転校してきた少女で、“頂の座”ヘカテーに瓜二つの顔をしている。また右手首に鎖を輪にしたブレスレットを付けている。シャナや悠二はヘカテー本人ではないかと疑い、あらゆる方法で試したが、結局は傷口から血が流れていたことから人間と判断する。
長年、買い手のつかなかった大きな屋敷に引っ越してきたばかりで、執事と二人暮らし。常に敬語で話し、教科書を出したり着替えたりするのに他人の手を借りる、登下校に送迎が必要など、浮世離れしたお嬢様。周囲に告げず1人でどこかへ行く、注意されても耳を貸さないなど、マイペースで天然な性格。転校初日から悠二に執着し、その無自覚な行動でシャナや一美を悩ませる。
その正体は［仮装舞踏会］が送り込んだ、ヘカテーが作り上げた自身の偽りの器（人間の偽装体）。前述の通り血を流していたが、これはブレスレットに変化していた“逆理の裁者”ベルペオルの宝具『タルタロス』の一部により『“紅世”との関係性』を断たれていたためである。そのため、気配や身体構成は人間のと何ら変わりはない。

### 坂井家
坂井 千草（さかい ちぐさ）
声 - 櫻井智 / 皆口裕子
悠二の母で専業主婦。夫の貫太郎とは学生結婚で、今なおラブラブな良き夫婦。人当たりがよく常に笑顔を絶やさないが、押しは強く、また高い見識の持ち主であり人の心の機微にも鋭い。家事一般に精通しており、料理上手。本人曰く「運動神経も悪くない」らしい。年齢を若干気にしており、貫太郎にも自分の年齢をあまり他の人に教えないように言っている。
子供の扱いに慣れており、また世話好きで面倒見が良い。感情表現に拙いシャナに対しては豊富な人生経験から、しばしば的確なアドバイスを与え、アラストールやヴィルヘルミナとも教育論において対等に渡り合い、彼らから一目置かれている。
坂井 貫太郎（さかい かんたろう）
声 - 藤原啓治
悠二の父。職業は本人曰く『困った人の相談に乗る』仕事で、普段は海外に単身赴任している。他人を驚かせるのが好きらしく、普段から帰宅の際に事前の連絡は入れない模様。冗談やジョークをよく言うが、妻の千草曰く「笑えないのにショックばかり大きい」。
細身の体型だが、かなりの大食らいでしかも無茶な食べ方をする。運動神経が良く、シャナの飛び蹴りを偶然に助けられながらもかわしたほどである。尾行や調査の手腕は一流。
見た目は妻・千草同様とても若々しいが、千草への配慮であまり年齢は言わないようにしている。
学生時代、当時恋人であった千草の妊娠を機に結婚。実家から勘当され、現在も交流はない。

### その他の人間
ドナート
中世の中部イタリア・ウルビーノ出身の芸術家。“螺旋の風琴”リャナンシーとは恋仲であったが、彼女の力の源を知った怒りと悲しみから、彼女と仲たがいする。リャナンシーが去った後、それを生涯悔やみ続け、友人の“髄の楼閣”ガヴィダにリャナンシーに向けての一つの言伝を依頼し、この世を去った。ガヴィダ曰く「純情な爺い」。
ゲオルギウス
中世の大法螺吹きの修士の男で、『永遠の恋人』ヨーハンの父。夢と現実に境を持たず、代わりに他人にその境を飛び越えさせる弁舌と狂熱を持つ。
その大法螺を“彩飄”フィレスに気に入られ、さまざまな欲望を叶えてもらっていた。しかし欲望はやがて金と女のみとなり、最後には使えもしない自在法で「自らに活力を取り戻す」ことを望む。そのためにフィレスを欺き、息子ヨーハンを殺そうとしたため、それを目撃し激しい怒りを覚えたフィレスに殺害される。
類似人物としてゲオルギウスと、ゲオルク・ファウストがいる。
ハリー・スミス / ハリエット・スミス
外界宿の人間の構成員で、19世紀末に壊滅したハワイ諸島ホノルル外界宿の唯一の生き残りである青年。その後、現地調査員として活動し、1901年に外界宿の再設置にやって来た『鬼功の繰り手』サーレ・ハビヒツブルグと二代目『極光の射手』キアラ・トスカナを補佐するため、行動を共にする。生真面目で堅苦しく、また過去に母や妹を“徒”に喰われ失っているとキアラたちに語っている。
その正体は、1895年のホノルル外界宿壊滅の直後に『奔馳の抜き手』ジョージに斬り殺されて死亡した「本物のハリー・スミス」の妹であるハリエット・スミス。ホノルル外界宿壊滅の原因が兄と知り、その真意を知るため、兄を装って外界宿調査員として活動しつつ［革正団］に協力していた。
項辛（こうしん）
東アジアにある外界宿を統べる『傀輪会（かいりんかい）』の最高幹部『大老』の1人である老人。若き日に『剣花の薙ぎ手』虞軒に絡んで一撃でのされて以降、彼女を愛するようになり外界宿に参加した模様。
董命（とうめい）
『傀輪会』の構成員で、野戦服の似合いすぎる壮年の中国人男性。ヴィルヘルミナからマージョリーに託された『引潮』作戦を遂行するに当たって、通信諸雑務の要員として『傀輪会』から派遣された構成員たちのリーダーである。しかもマージョリーに同行している佐藤の為に、董命を含む日本語を話せる者たちが派遣され、佐藤に外界宿構成員としての心構えをレクチャーしていた。
ビリー・ホーキン
開拓時代のアメリカ合衆国・ミシシッピ南部の開拓村に住んでいた、人間の少年。開拓村にいた頃はごく平凡な一少年だったが、村を出た後、初めて使った拳銃で神速の抜き撃ちを見せ、かつ片目で命中させた天性のガンマン。
1864年、南北戦争の裏で勃発していた『内乱』の最中、『大地の四神』率いる西軍に属するフレイムヘイズと人間のインディアンたちの混成部隊［パドゥーカ］によって故郷を焼き払われ、唯一生き残ったものの、偶然から右目を潰した。襲撃者たちが口にしていたフレイムヘイズという言葉だけを頼りに荒野を彷徨い、行き倒れていたところを、フレイムヘイズを殺す宝具制作のために討ち手を憎む人間を探していた“狩人”フリアグネ一行に助けられる。そして、互いの事情を知ったことで利害の一致を見たビリーは、フリアグネたちや合流した［宝石の一味］の頭目コヨーテと行動を共にしながら、銃の腕を磨きつつ復讐の機会をうかがう。
セレーナ・ラウダス
新世界『無何有鏡』の地中海をクルーズする豪華客船『ロード・オブ・ザ・シーズ』号の客室乗務員。年齢は二十すぎ、髪の色は暗い茶色と異なるが、面差しはヘカテーに似ている。同船の貴賓室に陣取る貴婦人（その正体はベルペオル）の目に止まったことで、本来の業務を外れて貴婦人専属のサービス要員となる。

## ミステス
宝具をその身に宿した特別なトーチ。ミステスの消滅により宝具が無作為転移する様相から、「旅する宝の蔵」とも呼ばれる。宿す宝具によって、特異な能力を持つこともある。
坂井 悠二（さかい ゆうじ）
宝具『零時迷子』を核にするミステス。詳細は前述の坂井悠二の項を参照。
“天目一個”（てんもくいっこ）
声 - 菅生隆之
宝具『贄殿遮那』を核にするミステス。見た目は隻眼の鬼面を被った鎧武者。肉体を持たず鎧の中は空っぽ、フレイムヘイズと“徒”の“存在の力”を喰らって形態を維持するなど、“ミステス”の中でもかなり異質の存在。『贄殿遮那』の能力により、自身に対する自在法による干渉を無効化（攻撃は無効、防御は突き抜ける）し、気配を持たないという特性を持つ。自身に最低限の封絶を張っているため、人間には視認できない。
強者を求めて日本各地を彷徨い、行き遭った“徒”やフレイムヘイズを見境なく攻撃し、その“存在の力”を喰らって活動。尋常ならざる剣の達人であり、気配がないため実際に目にするまで存在に気付かれず、その間に突如として不意打ちを放ってくるため、相手の気配や力の流れを見極める感覚に優れた「強い」“徒”やフレイムヘイズほどその長所を生かせず危険になり、不意打ちを避けたとしても全ての自在法を無効化され白兵戦を強制されるため、弱い“徒”やフレイムヘイズでは到底敵わない。そうしたことから「史上最悪の“ミステス”」「化け物トーチ」「“紅世”に仇なすモノ」などの異名で半ば伝説化している。
ヨーハン
声 - 斎賀みつき
宝具『零時迷子』を核にするミステス。見た目は金髪黒眼の17歳の少年で、左耳の後ろに三つ編みがある。『零時迷子』の能力により、消耗した“存在の力”が午前零時に回復する特性を持つ。その特性から、通常のトーチやミステスと異なり“存在の力”が燃え尽きることがなく、永遠に17歳のままである。
両親からは育児放棄にも等しい扱いを受けていたが、父と交友があり気まぐれで人間の成長に興味を持った“彩飄”フィレスに赤児の頃から育てられる。いつしか互いに掛け替えのない存在となり、彼女と永遠に共に在りたいと望んで2人で『零時迷子』を創り、自ら“ミステス”となった。その後はフィレスと二人で『約束の二人（エンゲージ・リンク）』を名乗るようになる。“徒”やフレイムヘイズには『永遠の恋人』の通称で知られる。炎の色はフィレスと同じ琥珀色。
常に明るくあっけらかんとしており、多少の困難も楽しむ部分を持つ、風のように自由奔放で掴みどころのない性格。好奇心旺盛で頭が良く勉強家であり、冷静で客観的な価値観と優れた洞察力の持ち主でもある。
本編開始の数年前から“壊刃”サブラクに狙われており、間違われて襲われ重傷を負った『万条の仕手』ヴィルヘルミナ・カルメルを助けて友人となる。
名称不明
宝具『パパゲーナ』を核にするミステス。ゲーム版などの外伝で登場。“戯睡郷”メアの『ゲマインデ』により、防衛機構の『戒禁』を解除され寄生されており、既に人間の代替物としての意識は持っていない。金髪の少女の姿をしている。メアの顔に変化した状態でしか登場していないため、元々の顔は不明。ミステスになった理由や、その他の詳細は明かされていない。
異形の戦輪使い
『零時迷子』を作り出す前のフィレスとヨーハンが［宝石の一味］から奪った本に記述されていた、六本腕を持つ戦闘用の“ミステス”。指の数だけ数を増やせる戦輪（チャクラム）型の宝具『キラナ』を宿しており、六本腕に改造されたことで全三十個のチャクラムを操っていた。その人物像についての詳細は不明。

## フレイムヘイズ
世界のバランスの崩壊を危惧する異世界の住人“紅世の王”と契約し、得た異能を持って世界のバランスを護る（≒世界のバランスを崩す“紅世の徒”を討滅する）ことを使命とする元人間達。

### 主要フレイムヘイズ
シャナ
声 - 釘宮理恵 / 堀江由衣
本編の主人公かつメインヒロイン、『炎髪灼眼の討ち手』という称号を持つフレイムヘイズ。
詳細は#主要人物を参照。
“天壌の劫火（てんじょうのごうか）”アラストール
声 - 江原正士 / 大塚明夫
シャナと契約する“紅世の神”。“紅世”真正の魔神である。炎の色は紅蓮。
詳細は#アラストールを参照。
マージョリー・ドー
声 - 生天目仁美
『弔詞の詠み手（ちょうしのよみて）』の称号を持つ女性のフレイムヘイズ。戦闘面に特化した世界屈指の天才自在師で、すでに数百年を生き抜き、“紅世の徒”を無差別に殺すフレイムヘイズ屈指の「殺し屋」として知られる。外見は栗色の髪をした欧州系、スタイル抜群の20代の美女。神器“グリモア”は画板ほどもある巨大な本型。
戦闘時にはずんぐりむっくりな獣型の炎の衣『トーガ』を纏い、その場で思いついた即興詩を唱えて（主に戦闘に関する）自在法を即席で編み出し操る。過程より結果を重視するフレイムヘイズの間でも、彼女の能力は高く評価されている。しかし過程を省略して望む結果を導き出す「天才」であるため、逆に細かな自在法の構成の把握や分析は苦手。
典型的な「復讐者」のフレイムヘイズ。“紅世の徒”を憎むあまり、無差別に“徒”を殺すことを目的とし、そのためならフレイムヘイズの使命から逸脱することも少なくない。同業者であるフレイムヘイズ相手でも、邪魔者や気に入らない者には容赦しない凶暴性を持ち、“徒”はもちろん、時には同業者にも恐れられる。
本質的に激情家だが、戦闘思考は怜悧かつ大胆。熱くなってもその戦闘は短絡的にはならず、敵を殺すために最も効率の良い戦法と冷静な思考・状況判断を行い、勝機が薄ければ即時撤退を選択するといった明晰さも持つ。
日常的には大雑把でグータラで酒好き。酒癖は悪いが強くはなく、よく二日酔いに陥る。人生経験豊富で姐御肌のためか、他人の相談や愚痴の相手になることも多い。用途に応じた自在式を栞に込めて渡すと言った、（利便性も兼ねた）他者への気遣いもたびたび見られる。佐藤啓作と田中栄太には「親分」として慕われており、彼女自身も二人を「子分」として扱い「厳しい思いやり」を見せる。
“蹂躙の爪牙（じゅうりんのそうが）”マルコシアス
声 - 岩田光央
マージョリーと契約している男性の“紅世の王”。炎の色は群青色。本性がこの世で顕現した場合、巨大な狼の姿となる。
他の“紅世の徒”から「戦闘狂」と評される、無類の戦闘好き。マージョリーと契約しているのも、世界のバランスを守る使命感より、己の闘争心を満たす意義が強い。そのため、フレイムヘイズの使命を至上とする生真面目なアラストールとは、折りが合わない。
構築に手間のかかる自在式は“グリモア”に刻まれており、マージョリーがアドリブで唱える『屠殺の即興詩』に合った自在法を、マルコシアスが選び放つ。
騒がしく無作法で下品な性格だが、表面的な乱暴さや軽薄さとは裏腹に仲間思いで情に厚い一面を持つ。
ヴィルヘルミナ・カルメル
声 - 伊藤静
『万条の仕手（ばんじょうのして）』の称号を持つ女性のフレイムヘイズ。『戦技無双の舞踏姫』の異名を持ち、対［とむらいの鐘］戦でも主力として活躍した「大戦の英雄」の一人。幼少期のシャナの育成に携わった育ての親の1人であり、いわば養育係。『四神』からの呼称は『嫋やかな舞』。
外見は20歳前後、人形のように端正な顔立ちで、鉄仮面のように無表情な欧州系の女性。日常的にメイド服を着用しており、それに合わせて神器“ペルソナ”も通常はヘッドドレス型。“ペルソナ”は、戦闘時には糸にばらけ、周縁に鬣のようなリボンが生え、狐を模した仮面型へと変化する。
直接的な破壊に関しては得手ではないが、非常に卓越した戦技の持ち主。戦闘時には“ペルソナ”から伸びた鬣のような無数のリボンを自在に操り多彩な技を駆使して闘う、フレイムヘイズ屈指の強者。特に近接戦闘に優れ、敵の力を受け流す投げ技を得意とする。
非戦闘面においても、情報操作や家事能力、土木工事や電子機器の扱いなどに秀でた有能かつ万能な女性だが、唯一料理が苦手である。
非常に生真面目で堅苦しく、礼儀正しく義理堅い、ぶっきらぼうで融通の利かない超頑固な性格。表面的には理路整然とし、常に理想的で模範的な人物として振舞う。その内実は非常に情け深く感情的で、他者への思い入れが激しく、またネガティヴ思考で落ち込みやすいうえに後々まで引きずることも多い。
幼少期のシャナにとって接していた唯一の「人間」だったため、料理下手な点、生真面目さ、一般常識への疎さなど、シャナの人格形成に多大な影響を与えている。
『約束の二人』こと“彩飄”フィレスと『永遠の恋人』ヨーハンは命の恩人であり、2年ほど行動を共にした友人。
“夢幻の冠帯（むげんのかんたい）”ティアマトー
声 - 渡辺明乃
ヴィルヘルミナと契約している似た者同士の女性の“紅世の王”。炎の色は桜色。『寡言の大河』の異名を持つ。常に寡黙で、口を開いても端的な単語や5文字以内の言葉しか話さない。それゆえ、マルコシアスから「こいつに説明を求めても意味がない」と言われるほど。可能な限り言葉を削るため、四字熟語の台詞が多い。
結構薄情な性格で、ヴィルヘルミナから頭を叩かれることで抗議されることも多いが、ヴィルヘルミナ同様シャナを愛している模様。また坂井悠二には、契約者同様に厳しい態度をとっている。

### その他のフレイムヘイズ
カムシン・ネブハーウ
声 - 皆川純子
『儀装の駆り手（ぎそうのかりて）』の称号を持つ男性のフレイムヘイズ。最古のフレイムヘイズの1人であり歴戦の古強者で、既に数千年の時を生きていた。『壊し屋』の異名で知られ、現代まで“紅世の徒”によってできた世界の歪みを修復できる、世界でも数少ない『調律師』の1人として活動していた。
見た目は10に満たないほどの少年で、これまでの戦いで負った傷が全身に残されていた。神器“サービア”は飾り紐型で、カムシンの左手に巻かれていた。また、布でグルグル巻きにした、身の丈の倍はある長く太い鉄棒型の宝具『メケスト』を担ぎ持ち歩いていた。
戦闘の際には自在法『カデシュの心室』を核として、周囲に支点となる自在法『カデシュの血印』を配置し、それらをエネルギー流であるカデシュの血脈で結んで瓦礫を寄せ集めた巨大な『儀装』を纏う。その姿は瓦礫の巨人とも呼ばれる。
『儀装』を用いない直接戦闘は不得手だが、カムシン自身も無双の怪力を持つ。フレイムヘイズの性質上、長寿は実力の証であり、最古のフレイムヘイズであるカムシンの戦闘力は現代でも名高い。
長い歳月のうちにフレイムヘイズとして精神が昇華した「シャナ以上に使命に純粋なフレイムヘイズ」。表面上は穏やかな少年だが、内面はかなり老練としている。感情に乏しく事務的で、冷淡に見られがちだが、自身の感情が表に出にくいだけで他者を思いやる気持ちや感情への理解は深い。しかし何よりフレイムヘイズの使命を優先するため、必要ならば他者が抱く感情を利用したり容赦なく切り捨てたりできる冷徹さも持ち併せる。本人の回想によると、かつては「相当、気の短い方」で現在は「恐らくは余程マシになっただろう」とのことだった。なお、誰に対しても敬語で喋る。
“不抜の尖嶺（ふばつのせんれい）”ベヘモット
声 - 宝亀克寿
カムシンと契約している男性の“紅世の王”。炎の色は褐色。枯れた老人のような穏やかな口調で話すがカムシンに劣らず事務的かつ冷徹な性格で。類似の名に旧約聖書の悪魔ベヘモス（ベヒモス）がある。
マティルダ・サントメール
声 - 岡村明美
シャナの前にアラストールと契約していた女性のフレイムヘイズで、先代の『炎髪灼眼の討ち手』。『炎髪灼眼の女丈夫』の異名を持つ。16世紀初頭の対［とむらいの鐘］戦当時、欧州にて名実共に「当代最強」と謳われたフレイムヘイズだったが、その最終決戦にて死亡した『大戦の英雄』の一人。
外見は20歳前後の若い女性で、炎髪灼眼の姿となっていない時の、素の髪と瞳の色は不明。神器“コキュートス”は、黒い宝石に金の輪を付けた左手中指にはめる大振りな指輪の形をしている。シャナのペンダント型の神器“コキュートス”もこれを参考にしている。『夜笠』はマント状。
優れた剣技の使い手であると同時に、アラストールの強大な力を自在に操る技量の持ち主。固有の自在法『騎士団（ナイツ）』で、数百の炎の軍勢を顕現させる事ができる。この炎の軍勢は一体一体が並みのフレイムヘイズと同等の力を持っており、マティルダの指揮に応じて戦う。
ちなみに左利きらしく、右手には盾をつけている。
戦いに喜び（生きている快感）を見出す凛々しい女武人。戦いでは常に全力を尽くし、最善の手段であれば死をも辞さず、中途半端を何より嫌う。「フレイムヘイズとしての生き方」が、自身の追い求める最も理想的な生き方であったことから、フレイムヘイズであることに至福を見出していた「変わり者」。
ゾフィー・サバリッシュ
声 - 勝生真沙子
『震威の結い手（しんいのゆいて）』の称号を持つ女性のフレイムヘイズ。『肝っ玉母さん（ムッタークラージェ）』の異名を持つ。高い戦闘力を誇り、長い年月を現代まで生き延びる女傑で、16世紀初頭の対［とむらいの鐘］戦で活躍した「大戦の英雄」の一人。また、シャナが『天道宮』から旅立って最初に出会ったフレイムヘイズで、シャナが「師」と仰ぐ一人。
40過ぎの丸顔の中年女性で、修道女の姿をしているが、十字架は身に着けていない。神器“ドンナー”は蒼い十字の星型で、ゾフィーが被るベールの額に刺繍されている。
雷を操る。紫電をまとい敵に飛び蹴りを食らわせるほか、雷を推進力にした高速飛行（に近い大ジャンプ）も可能。長時間闘うことは出来ないものの、瞬発的な戦闘力は群を抜く。また、普通に手先から電撃を放って接近戦を行うことも可能。軍の指揮官としても優れた戦略・戦術家で、対［とむらいの鐘］戦では戦力差を埋めるため近代兵器を用いた戦術や布陣などを指示し、一定の戦果を上げている。
異名に違わない、厳しくも優しく思いやりのある面倒見の良い母親のような性格。基本的に穏やかでおおらかだが、優れた判断力や決断力で周囲を黙らせる押しの強さも持つ。一方で子供のような稚気も漂わせ、いたずら心から他人をからかうような言動も見られる。
周囲からの信頼が厚く、対［とむらいの鐘］戦で兵団の総大将となっていたことからも、幅広い交友関係がある模様。当時「濫造」されたフレイムヘイズは「ゾフィーの子供たち」と称されている。
“払の雷剣（ふつのらいけん）”タケミカヅチ
声 - 野島裕史
ゾフィーと契約している古き男性の“紅世の王”。炎の色は眩い紫電。
古来より両界を行き来している歴戦の勇士であり、明哲な知恵者でもある。常に冷静で取りすましており、丁寧な口調ながら、的確すぎる故に辛辣な印象を与える。通称が和風なのは、かつて日本で（現在の契約者、ゾフィー・サバリッシュ以前のフレイムヘイズと）契約した際のものを使っているためである。
アレックス
『殊態の揺り手（しゅたいのゆりて）』の称号を持つフレイムヘイズで、ゾフィー・サバリッシュの補佐役で生涯の友。16世紀初頭の対［とむらいの鐘］戦にも幕僚として共に参加した。ぞんざいな口調で話す小男。神器“コルタナ”は剣型。20世紀前半の対［革正団］戦争で戦死した。
対［とむらいの鐘］戦を描いた外伝コミック『Eternal song -遙かなる歌-』によると、ドゥニと共に「充電期間」中のゾフィーを護衛していたとのことだった。
“環回の角（かんかいのつの）”ハーゲンティ
アレックスと契約していた“紅世の王”。炎の色は支子色。
20世紀前半の対［革正団］戦争でアレックスが戦死したことで、“紅世”へ帰還したと思われる。
ソロモン72柱の悪魔の一柱にハーゲンティという同名の悪魔がいる。
ドゥニ
『憑皮の舁き手（ひょうひのかきて）』の称号を持つフレイムヘイズで、ゾフィー・サバリッシュの補佐役で生涯の友。16世紀初頭の対［とむらいの鐘］戦にも幕僚として共に参加した。丁寧な口調で話す背の高い男。神器“リュパン”はマント型。20世紀前半の対［革正団］戦争で戦死した。
対［とむらいの鐘］戦を描いた外伝コミック『Eternal song -遙かなる歌-』によると、アレックスと共に「充電期間」中のゾフィーを護衛していたとのことだった。
“截の猛狼（せつのもうろう）”ガルー
ドゥニと契約していた“紅世の王”。炎の色は“木賊色”。
20世紀前半の対［革正団］戦争でドゥニが戦死したことで、“紅世”へ帰還したと思われる。
フランス語で「ルー・ガルー」という狼男の一種を指す言葉がある。また、神器名の「リュパン」はフランスの伝承で狼憑きや狼姿の精霊を意味する。
カール・ベルワルド
『極光の射手（きょっこうのいて）』の称号を持つ男性のフレイムヘイズ。単独での高速戦・乱戦では屈指の強さを誇る、数百年を生きた強力な歴戦のフレイムヘイズ。フレイムヘイズによくみられる傲慢な性格で、人に従うことを嫌う。倒した“徒”の数ならマティルダやヴィルヘルミナをも上回った。
巨大な鏃型の神器“ゾリャー”に乗り、その両脇から展開する極光の翼を流星に変えて放つ『グリペンの咆』と『ドラケンの哮』が最大の攻撃。対［とむらいの鐘］戦を描いた外伝コミック『Eternal song -遙かなる歌-』では、二代目のキアラと同様に極光の弓矢を使う場面も見られた。
『まずはブチ当ってから対処する』という戦闘スタイルで“紅世の王”を含めた数々の敵との戦闘を勝ち抜いてきた。高い実力のためか警戒心は薄く、慎重とは言い難い。
“破暁の先駆（はぎょうのせんく）”ウートレンニャヤ / “夕暮の後塵（せきぼのこうじん）”ヴェチェールニャヤ
声 - 葉山いくみ
双子の女性の“紅世の王”だが、2人として存在している訳ではなく、1つの体に2つの意思が存在している一心同体の姉妹という他に類を見ない形の“王”（人間で言うと二重人格に近い）。炎の色はオーロラ。
彼女たちと契約した『極光の射手』最強の自在法『グリペンの咆』と『ドラケンの哮』は、破壊力において、メリヒムの『虹天剣』にこそ及ばないものの、連射や誘導など応用が自在に利き、近距離での直接攻撃も可能。この自在法を“ゾリャー”に乗っての高い機動力を生かした高速戦闘と併せる事で、近遠問わずに戦う事も可能という、汎用性に非常に長ける強力な討ち手となりうる。
自身の炎の色であるオーロラ色の美しさを認めた相手と契約する、契約者であるカールやキアラを誇る発言が多いなど、揃って自負心が強い。
契約者であるカールともども浅慮な性格で、カールの強さを誇りに思う余りに油断し、オルゴンの策に嵌りつつあった彼の失策を咎めるどころか一緒に楽しんでいた。それが仇となり、カールと共にシュドナイの『神鉄如意』に潰されて“紅世”へ帰還した。
その後、19世紀末に再びフレイムヘイズとして、二代目『極光の射手』キアラ・トスカナと再契約した。
フランソワ・オーリック
声 - 松岡禎丞
『姿影の派し手（しえいのはして）』の称号を持つ男性のフレイムヘイズ。現代の『大戦』ではフレイムヘイズ陣営の総司令官ゾフィー・サバリッシュの副官を務めていた。
長髪で目元を覆った細身の青年。探検家のようなサファリルックに多くのポーチを腰に下げ、大きな壷型の神器“スプレット”を背負うという奇抜な格好をしている。
水を操る能力を持ち、川や水脈や雪等を利用した遠距離への干渉と探知、遠話に加え、ある一定の範囲内の天候の制御まで行う事ができる。さらに、その天候操作という技術に関連して、各種データを元にした、人間の科学力では為しえない精度での天候予測まで行える。
やや落ち着きのない慌て者で、契約相手の“布置の霊泉”グローガッハによく突っ込まれる。対［仮装舞踏会］戦において無名のフレイムヘイズと同様の反応をたびたび見せており、作中では比較的「平凡」なフレイムヘイズである模様。
“布置の霊泉（ふちのれいせん）”グローガッハ
声 - 小幡記子
フランソワ・オーリックと契約している女性の“紅世の王”。炎の色は紫苑色。冷静な性格をしている“王”。落ち着きのないフランソワの発言を補完するような発言が多い。
ティス
『棺の織手（ひつぎのおりて）』の称号を持つ女性のフレイムヘイズ。蒼い髪をした少女。神器は頭に嵌める金の輪型の“無名の金環”。戦闘時にはこれが天使の環のように浮き上がり、背中に光の翼が現出する。
アシズの能力である閉鎖空間『清なる棺』を対象の体の各部に個別出現させ、分割・爆砕するという戦法を使う。本編登場時には既に亡くなっており、戦闘シーンは『Eternal song -遙かなる歌-』におけるアシズの回想で描かれたのみである。
最古のフレイムヘイズの1人で、“祭礼の蛇”を『久遠の陥穽』に放逐した『神殺し』の戦いにも参加していた。信心深い少女で、契約している“冥奥の環”アシズを「天の使い」と崇め慕っていた。遥か昔、最初期のフレイムヘイズたちを率いて数多の“紅世の徒”の組織を壊滅させた強力な討ち手だったが、“徒”と戦い、力を使い果たしたところに、その力を恐れた人間の裏切りと凶刃を受け、非業の死を遂げた。
アシズを深く強く恋い慕っており、彼女が死に際に遺した夢がアシズを『壮挙』への道へと歩ませた。
“冥奥の環（めいおうのかん）”アシズ
ティスと契約していた男性の“紅世の王”。炎の色は青。
フレイムヘイズのシステムが誕生した最初期の頃に、両界のバランスを守るという使命に燃えてこの世へと渡って来た。しかし、契約者ティスの死と共にフレイムヘイズから離反する。
キアラ・トスカナ
声 - 茅野愛衣
カール・ベルワルドに続く二代目『極光の射手（きょっこうのいて）』である、女性のフレイムヘイズ。見た目は15歳程度のおさげ髪の少女。神器“ゾリャー”は、通常は二個一組の鏃型の髪飾りだが、『極光の射手』真の力を発揮する際には合体して、人間が乗れるほど巨大な鏃型となる。
『極光の射手』の真の力を振るえない頃は、二個の“ゾリャー”を両端にした極光の弓を作り出し、そこから極光の矢を放つ戦闘スタイルであった。真の力を発揮する際には、先代のカール同様“ゾリャー”を駆って『グリペンの咆』と『ドラケンの哮』を放つ。
優しく生真面目なしっかり者だが、やや口うるさく世話焼きな面も見られる。契約してそれなりの期間が経つが、精神年齢も少女のままに近い。
“絢の羂挂”ギゾーのフレイムヘイズ『鬼功の繰り手』サーレ・ハビヒツブルグを師匠としており、彼らを強く慕っている。
サーレ・ハビヒツブルグ
声 - 松本忍
『鬼功の繰り手（きこうのくりて）』の称号を持つ男性のフレイムヘイズ。数々の武功を挙げた歴戦のフレイムヘイズで、人形使いとして有名。
ひょろ長い体格のガンマン風の装いで、見た目は30歳前後。神器は二丁一組の“レンゲ”と“ザイテ”で、十字型の手板（操作板）型。
戦闘時には、“レンゲ”と“ザイテ”から不可視の力の糸を出し、この糸に繋いだあらゆる物を操る。単なる瓦礫を“燐子”の攻撃も受け止める強固な人形へと変えたり、海水から巨人を作り出す、相手の自在法そのものに糸を繋ぎ操るなど、サーレの技巧と合わさって強力な力を発揮する。
一見不真面目で飄々としているが、その実したたかな性格。契約した経緯から通常のフレイムヘイズのような「復讐心」は持ち合わせていないが、フレイムヘイズである自身の役目は心得ている。
「教授」こと“探耽求究”ダンタリオンはある意味で「恩人」であり、生みの親という事で「親父殿」と呼び、特段恨みは持っていない模様。
“絢の羂挂（あやのけんけい）”ギゾー
声 - 吉開清人
サーレ・ハビヒツブルグと契約している男性の“紅世の王”。炎の色は菫色。
気障ったらしい口調の割には親切なのが特徴。『強制契約実験』の被害者のはずだが、教授を「好敵手」と呼ぶなど、あまり恨んでいる様子は見られない。
虞軒（ぐけん）
声 - 慶長佑香
『剣花の薙ぎ手（けんかのなぎて）』の称号を持つ女性のフレイムヘイズ。「東洋屈指の使い手」と謳われた強力なフレイムヘイズ。玲瓏な美貌のスーツ姿の女性で、腰に巻いた紅梅色の帯に直剣型の神器“昆吾”を絡めている。
“昆吾”を中核に全身を紅梅色の高熱の霞へと変化させ、“昆吾”での神速の刺突・斬撃や霞による攻撃や離脱など、変幻自在に戦う戦闘形態『捨身剣醒（しゃしんけんせい）』を持つ。回転させた“昆吾”に合わせて霞を回転鋸状に纏わせ、突撃して引き裂く攻撃が『捨身剣醒』の奥義である。
（日本を除く）東アジアの外界宿を統べる人間の秘密結社『傀輪会』に所属する。
“奉の錦旆（ほうのきんぱい）”帝鴻（ていこう）
声 - 間宮康弘
虞軒と契約している男性の“紅世の王”。炎の色は紅梅色。古風な言い回しの“王”。
アーネスト・フリーダー
声 - 浜田賢二
『骸軀の換え手（がいくのかえて）』の称号を持つ強力な男性のフレイムヘイズ。現在は東京外界宿の幹部となっている。何故か姓の「フリーダー」と呼ばれるのを好む。金髪を短く刈った、眉目秀麗な長身の男性。神器“アンブロシア”は洒落た小ぶりの造花型。
土中に自在に潜って姿を隠しながら、自分の姿を精巧に模した土人形を数十体作り出す。人形は触れられると鉄鋲を撒いて爆発し、それによって攻撃する。本体の能力は身体の硬度変換であり、全身の衣服や造花までも硬化させられる。
常に冷静沈着で指揮官としては優秀だが、小細工を弄する狡猾な策士的性格の持ち主。［仮装舞踏会］の巡回士“驀地祲”リベザルとは旧知の間柄。
“応花の伎芸（おうかのぎげい）”ブリギット
声 - 高森奈津美
フリーダーと契約している女性の“紅世の王”。炎の色は鳶色。か細い声で話す。心配性で小心な、子供のような性格の“王”。契約者のフリーダーに対して過保護で甘い。
レベッカ・リード
声 - 桑島法子
『輝爍の撒き手（きしゃくのまきて）』の称号を持つ女性のフレイムヘイズ。「爆弾女」「暴れ馬」などと呼ばれているが、百戦錬磨の強力なフレイムヘイズ。
ショートヘアで細身の美人だが、目つきが悪く、ドスの効いた雰囲気を漂わせる。イラストでは歯がサメのようにギザギザに描かれている。神器“クルワッハ”は閉じた目の意匠が施された金色のブレスレット型で、レベッカの右手にはめられている。この“クルワッハ”の意匠の瞼は開閉できる。
着弾すると炸裂する光球状の自在法を使う他、“クルワッハ”の目から放たれる光線を当てた場所に現れ収束・爆発する瞳の紋章など、『爆弾』と称される自在法の使い手。
女性だが、一人称は「オレ」で乱暴な男性のような口調と性格の持ち主。気が短く大雑把で好戦的で、事あるごとにすぐに爆破を行うなど、一見するとその言動は物騒で乱暴で無計画だが、周囲の状況を的確に判断し対応する冷静さを併せ持ち、決して単純な猪武者ではない。他者への配慮や指導力にも優れ、当人は向いていないとしているが、部隊や組織のリーダーにもたびたび抜擢されている。
“糜砕の裂眥（びさいのれっせい）”バラル
声 - 砥出恵太
レベッカ・リードと契約している男性の“紅世の王”。炎の色は桃色。のんびりとした声と性格の“王”。冷静で的確、前向きな考え方をするタイプながら、やや皮肉めいた言動が多い。
ザムエル・デマンティウス
声 - 野島昭生
『犀渠の護り手（さいきょのもりて）』の称号を持つ強力な男性のフレイムヘイズ。「孤児（シロッツィ）」の異名を持つ。
将校のような帽子を被りオーバーコートに皮手袋を着けた、左顔面に大きな傷のある隻眼の壮年の男。神器“ターボル”は親指大の銀杯型。中世では鉄兜に鎖帷子という、当時の兵士の格好をしていた。
即座に城や橋などを建造し優位な地歩を文字通り築く『ジシュカの丘』という自在法を持ち、これによって戦場の最前線に前哨陣地を作り出せる。また、産み出された城砦には他のフレイムヘイズの力を蓄える性質があり、それらの力を自在法『ジクムントの門』で攻撃や防御に使う事が可能である。更に守りの切り札として、様々な武器が内蔵された石の戦車を産み出す自在法『車両要塞（ヴァーゲンブルク）』を行使する。
これら集団戦に特化した能力と人間時代の経験から、一人一党気質のフレイムヘイズの中にあって、集団戦に長ける異質の人材。千軍万馬の卓越した将帥であり、広く高い視点から戦いを見る「変人」として知られていた。
軍人という経歴故か、非常に堅苦しい性格の持ち主。“淼渺吏”デカラビアとは、長年に渡る宿敵であった。
“吾鱗の泰盾（ごりんのたいじゅん）”ジルニトラ
声 - 山内健嗣
ザムエル・デマンティウスと契約している男性の“紅世の王”。炎の色は薄墨色。しわがれた声で話す、無骨な性格をしている“王”。
ヒルデガルド
声 - 斉藤佑圭
『昏鴉の御し手（こんあのぎょして）』の称号を持つ強力な女性のフレイムヘイズ。「昏（くら）き淑女」の異名を持つ。
黒い喪服を常に身に付けている貴婦人で、顔は黒いベールで覆われている。ブローチ型の神器“フリズスキャルヴ”には真っ赤な宝石があしらわれている。
影を自在に操る自在法『瞑目の夜景』を使う。遠隔から自由に影を操作し、攻撃や補助を行う。多くは味方を鎧わせる形で使っている。攻撃の際は、影を人間大のワタリガラス型に変化させ、それを小さな烏型の弾丸に分裂させて飛び散らせ、攻撃する。
上品であしらいの上手い性格。全体を見て戦況を冷静に分析する明晰さや、ヴィルヘルミナを案じる思い遣りを見せる。
“鬼道の魁主（きどうのかいしゅ）”ヴォーダン
声 - 樋口智透
ヒルデガルドと契約している男性の“紅世の王”。炎の色は薔薇色。厳かな声で話す“王”。語り口はかなり古風。
ダン・ロジャース
『具象の組み手（ぐしょうのくみて）』の称号を持つ男性のフレイムヘイズ。見た目は、腕まくりしたワイシャツに、くたびれたズボンをはいた中年男性。神器“B.S.I”は万年筆型。頼りない言動が目立つが、れっきとした強力な討ち手。
“B.S.I”でサインをした物を強化する形質強化の自在法『プレスキット』を使う。
“弄巧の摽（ろうこうのひょう）”フィフィネラ
ダン・ロジャースと契約している女性の“紅世の王”。炎の色は涅色。キビキビとした男口調で話す“王”。ハボリムとは、ダン以前の契約者との間で交戦経験がある。
ミカロユス・キュイ
『興趣の描き手（きょうしゅのかきて）』の称号を持つフレイムヘイズ。神器は筆型の“見えざる手”。病的な顔立ちの男。調子外れな甲高い声が特徴で、文章の最後の言葉を繰り返すように相手に問いかける、独特な口調の持ち主。
その能力は、「石に木を書けば石が燃える」「雪に剣を書けば雪で木が切れる」といったように、振るう絵筆によって物体の色彩と特性を自在に変化させることである。独自の自在法として、擬似世界として描いた風景の中に対象を誘導し、閉じ込める自在法『パラシオスの小路』を使う。
その発想の奇抜さと好戦的な性格は、リベザルをして万事慎重にならざるを得ない程に危険な模様。当人は画家としての腕前にかなり自信があるようだが、契約している“王”ヨフィエルには厳しく批評されている。
“異験の技工（いげんのぎこう）”ヨフィエル
ミカロユス・キュイと契約している男性の“紅世の王”。炎の色は感情により変化する茶色系。老人らしき厳しい声をした“王”で、一人称は「我輩」。絵画に一家言あり、腕に自信のあるミカロユスの作品に対して、批評と抗弁からなる口論を繰り返している。

#### 外界宿の管理者
ドレル・クーベリック
『愁夢の吹き手（しゅうむのふきて）』の称号を持つ男性のフレイムヘイズ。直接的な戦闘力は欠けるものの、外界宿（アウトロー）の運営に優れた手腕を発揮し、戦闘以外で初めて名を馳せた『外界宿の革命児』。老いた外見と近代的な思考から『若きご老体』『若え爺さん』などと呼ばれる場面もある。フレイムヘイズには珍しく、外見（契約時の年齢）は年老いている。神器“ブンシェルルーテ”はステッキ型。
スイスのチューリヒを拠点に、世界中の外界宿をフレイムヘイズの支援組織として主導する人物。欧州の要である外界宿『ドレル・パーティ』を運営し、『ドレル・パーティ』の中枢である幕僚団『クーベリックのオーケストラ』の指揮者として、他のフレイムヘイズの活動を影から支えていた。
比較的近代になってから契約したため、集団で“徒”を討滅するという「若い」考え方を持つ。古来から独立独歩だったフレイムヘイズたちに組織化や情報交換の重要性を浸透させ、企業・財団の経営によって資金援助を行い、それまでただの溜まり場・隠れ家でしかなかった外界宿を本格的な『支援施設』にまで発展させた。更に「この世の本当のこと」を知らない人間をも組織運営に組み入れ運営を効率化、その規模を拡大させていった。ごく僅かながら、組織運営を通じ「この世の本当のこと」に触れた人間から新たなフレイムヘイズが誕生する、という思わぬ副次的効果も生まれていた。
ドレル自身のフレイムヘイズとしての能力は『幻術』。作中では自身と同じ姿の幻影を生み出している。
常に穏やかで落ち着いており、冷静な判断力と優れた分析力を備えている。また自身の意志を貫く強固さと、正しいと思ったら決して諦めない粘り強さを持ち合わせる。他のフレイムヘイズと異なり人間時代に豊富な社会経験を積んでおり、フレイムヘイズとしては「若い」ものの「人間」としては老成した精神の持ち主。
“虚の色森（きょのしきしん）”ハルファス
ドレルと契約している女性の“紅世の王”。炎の色は薄いオレンジ色。
落ち着きがなくやや子供っぽい性格。ドレルと、ドレルが築いた『ドレル・パーティ』を大事に思っていたようで、侮辱されると怒っていた。
ピエトロ・モンテベルディ
声 - 川田紳司（ドラマCD）
『无窮の聞き手（むきゅうのききて）』の称号を持つ男性のフレイムヘイズ。黒髪と口元の髭を整えた垂れ目の美男子。薄紫の上下スーツ、黒地に赤線のストライプシャツ、細い銀ラメのネクタイと靴という、常軌を逸した服装を見事に着こなす伊達男である。神器“ゴローザ”は懐中時計型。
イタリアのジェノヴァを拠点に、フレイムヘイズの交通支援を全世界規模で統括する人物。数十名から成る運行管理者集団『モンテベルディのコーロ』を主宰する。
初対面の女性には必ず口説き文句から始める、陽気で気さくな性格であり、契約する“王”センティアのことを「僕のおふくろ」と呼ぶ。
マティルダは『明朗明敏』と形容していたが、マージョリーやレベッカからは『馬鹿』呼ばわりされていた。シャナからは『お喋り男』と形容されていた。
“珠漣の清韻（しゅれんのせいいん）”センティア
声 - 堀越真己（ドラマCD）
ピエトロ・モンテベルディと契約している女性の“紅世の王”。炎の色はマリンブルー。
明るくも野太い声で話す“王”。ピエトロからは「僕のおふくろ」と呼ばれており、大らかな母親のような性格をしている。新世界で人化した姿は、野太い声と恰幅の良さが見事とすら思える中年女性。
ナム
『玉紋の騎手（ぎょくもんのきしゅ）』の称号を持つ女性のフレイムヘイズ。神器は名前のない手綱型。中央アジアの外界宿［故崖窟］の管理者で、［故崖窟］は中央アジアの重要拠点の一つであった模様。
顔や手足を包帯で、全身を衣服で覆い、一切の肌を見せない小柄な女性と言う、飛び抜けて謎めいた人物。知己の者たちからは、気のいい老婆の討ち手だと思われていた。またナムと契約していた“王”の真名・通称・能力は伏せられ、また“王”自身は喋るところを三千余年は見せなかった模様。
その正体は、太古の『大縛鎖』創造の儀式阻止の戦いに参戦し、カムシンからは『手綱打つ少女』と形容された少女のフレイムヘイズ。その戦いでナム本人はイルヤンカと交戦の末に戦死するが、その瞬間に創造神“祭礼の蛇”が両界の狭間に引きずり込まれたため、その余波で、分解する体から遊離したナムの意思総体だけが巻き込まれて両界の狭間に引き込まれ、ナムの体が抜け殻としてこの世に残った。
“曠野の手綱（こうやのたづな）”
ナムと契約していた女性の“紅世の王”。炎の色は若草色。
三千余年もの間、通称を持たず、語る声を聞かれたこともない、謎めいた“王”。これも名前のない、手綱型の神器に意思を表出させていた模様。カムシンからは『風巻き奔る龍馬』と形容されていた。

#### 大地の四神
四人のネイティブ・アメリカンのフレイムヘイズで、彼らの「神」である“紅世の王”と契約した古代の神官たち。全員フレイムヘイズとしての適性を高めてから契約しており、アメリカ大陸を長年“徒”から守ってきた、いずれも非常に優れた強力な討ち手だが、19世紀後期の1863年、白人を中心としたヨーロッパ移民の「侵略」行為に立ち向かい、アメリカ合衆国で『内乱』を引き起こした。彼らを止めるためフレイムヘイズたちの大規模な同士討ちが始まり、その間に“徒”たちの跳梁跋扈を許す結果になったことから十数年後に矛を収めたが、護るべきものを“徒”ではなく「人間」に侵されているという事実から、世界を護る意欲を失った。こうした経緯により、現代まで南北アメリカ大陸主要四都市の外界宿でフレイムヘイズを支援するという消極的な協力にのみ留まっていた。なお“徒”からは「“徒”を殺し続けた挙句、討ち手にまで牙を剥いた『フレイムヘイズの悪徳そのもの』たる魔物」と認識されている。
イーストエッジ
声 - 乃村健次
『星河の喚び手（せいがのよびて）』の称号を持つ男性のフレイムヘイズ。星空に似た空間を生み出して戦うことに由来する。ニューヨークで外界宿『イーストエッジ外信』を運営しており、また名目上は外界宿ニューヨーク総本部の本部長でもある。心身ともに落ち着いており、物静かで表情も少ない。
中肉中背でいかつい面相のネイティブ・アメリカン。神器“テオトル”は浮き彫りを施した石のメダル型で、ベルトに下げている。
変換能力は「炎」。ケツアルコアトルと共に「歌う」という行為をトリガーとし、一定の空間内の光を上空に凝縮させることで満天の星と見える空間を生み出し、その光を流星雨として撃ち放ち爆砕させる自在法『夜の問い』を使用し、強力な広範囲攻撃を行う。
“啓導の籟（けいどうのふえ）”ケツアルコアトル
声 - 田中完
イーストエッジと契約している男性の“紅世の王”。炎の色は青磁色。短く深く、貫禄のある声で話す。読点が多い。
アステカ神話の農耕神にケツァルコアトルがいる。
センターヒル
声 - 仲野裕
『晧露の請い手（こうろのこいて）』の称号を持つ男性のフレイムヘイズ。豪雨の結界を張り、その中を瞬間移動することに由来する。短躯ながら頑強な体つきをした、穏やかな初老の男。神器はイーストエッジと同じく、角ばった石のメダル型の“テオトル”で、腰のベルトに下げている。イーストエッジに比べれば気さくで、旧友のフレイムヘイズたちにも好意的である。
変換能力は「植物」。広範囲に影響力を及ぼす雨の結界を張る自在法『トラロカン』を行使し、その中では圧倒的な戦闘力を発揮する。サウスバレイによると「戦が好きでも得意でもない」とのことだった。直接的な戦闘力は他の『三神』に比べれば低いものの、それでも通常のフレイムヘイズからすれば常識破りの実力を持つ。当人も肉弾戦闘能力は非常に高い。
“殊寵の鼓（しゅちょうのつづみ）”トラロック
声 - 長谷川芳明
センターヒルと契約している男性の“紅世の王”。炎の色は瑠璃色。涼やかな青年の声で話す男性の“王”。
アステカ神話の雨と雷の神にトラロックがいる。
サウスバレイ
声 - 梶裕貴
『群魔の召し手（ぐんまのめして）』の称号を持つ男性のフレイムヘイズ。無数の「亡者」を指揮して戦うスタイルに由来する。南北アメリカ大陸の主要四都市の外界宿の管理者の一人である。
見た目は山高帽とポンチョを纏った、細く尖った体格と容貌をした二十歳に満たない少年。左足は簡素な作りの義足となっている。神器“テオトル”は尖った石のメダル型。
変換能力は「土」。戦闘では、黄金の仮面を付けた人や動物など様々な形を模した、「亡者」と呼ばれる大作りな土人形を無数に召喚して戦わせる自在法『パチャクチ』を使用する。
何かというと作り物の高笑いをしながら話す癖があり、カラッとした性格だが、戦いを面白がり一般人の前でも亡者を使うなど無遠慮な面も持つ。しかし笑顔が作る皺は深く、時折得体の知れない雰囲気を覗かせる。『四神』の中で唯一「聖人君子とは言えない男」。
“憚懾の筦（たんしょうのかん）”テスカトリポカ
声 - 山口りゅう
サウスバレイと契約している“紅世の王”。炎の色は象牙色。常に野太い怒鳴り声を張り上げて話す男性の“王”。
アステカ神話の夜空の神にテスカトリポカがいる。
ウェストショア
声 - 高橋美佳子
『滄波の振り手（そうはのふりて）』の称号を持つ女性のフレイムヘイズ。南北アメリカ大陸の主要四都市の外界宿の管理者の一人である。なお、他の3人と異なり経営者としてのセンスはなかった模様。年齢不詳の麗容な黒髪の女性。神器“テオトル”は波状輪郭をした石のメダル型。
変換能力は「水」。水を自在に操り、水に捕らわれた者の“存在の力”を水に変換・還元する自在法『セドナの舞』を使用する。大津波で相手を飲み込み捕らえる他にも、水で形作ったアザラシや鮭などの魚による直接攻撃なども行える。水の波で相手を捕らえて身動きを取れなくした後に、まず“紅世”に帰る様に説得を試みるという、非常に珍しい戦法を基本としている。
常に大人しく穏やかで、何かにつけよく泣く性格。ただし、これは有利不利など状況を問わず変わらないため、対峙する相手は逆に違和感から来る危機意識を喚起されることになる。振る舞いは弱々しく、“存在の力”による周囲への影響力も相まって他者から異常なまでに気遣われるが、対峙した“獰暴の鞍”オロバスの奇襲すら鋭い蹴り技で軽くあしらうほどの技量を持つ優れた戦士でもある。
“清漂の鈴（せいひょうのすず）”チャルチウィトリクエ
声 - 山下百合恵
ウェストショアと契約している“紅世の王”。炎の色は珊瑚色。穏やかな声で話す女性の“王”。
アステカ神話の水の女神にチャルチウィトリクエがいる。
ノースエア
『焦沙の敷き手（しょうさのしきて）』の称号を持つフレイムヘイズ。神器は丸に穴の開いた石のメダル型の“テオトル”。
『大地の四神』の先師であるフレイムヘイズで、最古のフレイムヘイズの一人。『大地の四神』からは『宙の心臓（そらのしんぞう）』、カムシンからは『大地の心臓の神官』と呼称されていた。
“遍照の暈（へんしょうのかさ）”ウィツィロポチトリ
ノースエアと契約していた“紅世の王”。カムシンからは『天空を制す黄金』と呼称されていた。丸に穴の開いた石のメダル型の神器“テオトル”に意志を表出させていた。炎の色は金糸雀色。
アステカ神話の太陽神にウィツィロポチトリがいる。

### 外伝に登場したフレイムヘイズ
ユーリイ・フヴォイカ
声 - 三瓶由布子
『魑勢の牽き手（ちせいのひきて）』の称号を持つ男性のフレイムヘイズ。気弱さと生真面目さを半々に含んだ、サイズの合わない大きな眼鏡を掛けた10代半ばの少年。神器“ゴベルラ”は古風な短剣型。契約してまだ1年余りという日の浅さから、性格は普通の少年そのものだった。
小動物や虫などの生物を使い魔として支配し、伝声や監視、計測に使役し、またそれらの力の奔流を竜巻の様に立ち上がらせ、攻撃と防御を行う自在法『隷群』を使うが、未熟なため、大雑把かつ小規模な物しか使えない。
契約時の戦いで復讐相手を討滅したため“徒”への復讐心を持っておらず、大事な人を守れなかった後悔と生き続ける意味を失った無意識の虚無感だけを抱えている。そのため「誰かを守りたい」と言う「フレイムヘイズに不要な善意」を持ち、またフレイムヘイズが「戦い続けるため」に必要な「生への渇望」を持ち合わせていない。
“虺蜴の帥（きえきのすい）”ウァラク
声 - 山川琴美
ユーリイ・フヴォイカと契約していた女性の“紅世の王”。炎の色は丹色。会話の際、ときおり短剣型神器“ゴベルラ”の鯉口を鳴らす。常に気だるそうな口調だが、何だかんだ言いつつ己の契約者たるユーリイを気遣い見守る優しい性格。
ソロモン72柱の悪魔の一体にウァラクがいる。
クロード・テイラー
『空裏の裂き手（くうりのさきて）』の称号を持つ男性のフレイムヘイズ。頑強な外見の中年男性。神器“ソアラー”は左を向いた鷲のバッジ型。
『空裏の裂き手』の力の象徴である空色の衣『サックコート』を纏い、鷲の翼や頭、鉤爪を顕し戦う空中戦や格闘戦ではトップクラスの強力な討ち手。
“觜距の鎧仗（しきょのがいじょう）”カイム
クロード・テイラーと契約していた男性の“紅世の王”。炎の色は空色。かなり口が悪く、契約者のクロードを「腰抜け」とよく罵っていた。クロードがフレイムヘイズの使命から離れた後も彼と共に行動していた理由は明確ではないが、使命から離れたクロードに付き合っていたのは曰く、彼の力が惜しかったからとの事。
『ゴエティア』で53番目に記述されるソロモン72柱の悪魔の一体にカイムがいる。
セシリア・ロドリーゴ
『荊扉の編み手（けいひのあみて）』の称号を持つ女性のフレイムヘイズ。『大戦』の頃に大量に粗製濫造された討ち手たち「ゾフィーの子供たち」の1人。容姿は褐色の長髪をした20歳前後の女性。髪と同じ褐色のジャケットとスカートを纏い、似合わない真っ白な獣毛の襟巻きを巻いているため『襟巻きさん』と渾名される。神器は牙を並べたペンダント型の“エスピナ”。
心が弱く感情的で、思慮が浅い自分勝手な性格をしている。クレメンスの関すること以外はどうでもいいと考えており、シャナからは『偏執狂』と形容されていた。
戦闘力は低いが、防御に特化した討ち手で、形質強化を行う防御系の自在法『アルカサル』を使用するが、設置までに時間がかかる。
“欺蔽の套子（ぎへいのとうし）”クエレブレ
セシリア・ロドリーゴと契約している男性の“紅世の王”。炎の色は柳色。
スペイン北部の伝説にクエレブレという伝説上の大蛇が登場する。
クレメンス・ロット
『戈伏の衝き手（かふくのつきて）』の称号を持つ男性のフレイムヘイズ。神器はランプ型の“マーニ”。
不可視不可知の力を自在に操る、攻撃に特化した討ち手。その能力故に集団戦には向いておらず、『大戦』では連絡将校を務めていた。
かつて故郷であるオーストリアの村で妻と妻のお腹の中にいた子供を“徒”に喰われてしまい、その怒りからフレイムヘイズとして契約。
“利鋭の暗流（りえいのあんりゅう）”ノート
クレメンス・ロットと契約していた“紅世の王”。炎の色は“消炭色”。
北欧神話の夜の女神にノートがいる。
デデ
『燿暉の選り手（ようきのえりて）』の称号を持つフレイムヘイズ。炎の色は鴨羽色。外見は深緑の旅装を着た、大柄な中東系の男。神器は硬玉の耳飾り型の“アルシアー”。
身体の周囲に鴨羽色に輝く小楯を数十枚作り出し、宙に浮かぶそれを自在に操って攻撃・防御を行う。
“爛班の炉（らんばんのろ）”シャフレワル
デデと契約していた“紅世の王”。炎の色は“鴨羽色”。
ゾロアスター教の善神アムシャ・スプンタの一柱フシャスラ・ワルヤの別名に同名の女神がいる。
劉陽（りゅうよう）
『露刃の巻き手（ろじんのまきて）』の称号を持つ男性のフレイムヘイズ。外見は精悍な顔立ちの偉丈夫で、スーツの腰には露草色の帯を巻いている。武器でもある神器は大刀型の『羽淵』。
震脚を行った場所から膨大な水を噴出させ操る自在法『巴字奔瀑』を使う。作り出された水は劉陽の意のままに動き、劉陽の移動の補助や、激流や九本の大蛇など自在に形を変えての直接攻撃に使われる他、この水が生む水煙の中の物体や“存在の力”の動きを感知し、劉陽に伝える効力もある。
“瘴煙の鉦（しょうえんのかね）”相柳（そうりゅう）
劉陽と契約していた女性の“紅世の王”。炎の色は露草色。しとやかな声の“王”。
古代中国神話の怪物に相柳がいる。
ノーマン・パーセル
『氷霧の削ぎ手』の称号を持つ男性のフレイムヘイズ。外見は髭を生やした西洋系の白人で、『内乱』ではインディアン然とした身なりをしていた。神器はマントの留め具型の“ヨークトル”。
氷の斧を作り出す『アクス』、氷の槍を作り出す『ゲイル』、氷の分身を作り出して五人に増えて攻撃することができる『スペイキル』などの三つの自在法を行使した。
“凜乎の涌沸（りんこのようふつ）”スリュム
ノーマン・パーセルと契約していた男性の“紅世の王”。炎の色は錆浅葱色。厳しい老爺の声の“王”。
北欧神話に登場する霜の巨人ヨトゥンの王にスリュムがいる。
パウラ・クレツキー［Pawela Klecki］
『従佐の指し手（じゅうさのさして）』の称号を持つフレイムヘイズ。神器は縦笛型の“ロカトール”。
『ドレル・パーティー』の構成員。シャナが御崎市に来る前に出会ったフレイムヘイズの一人で、シャナからは『弾き語り』と形容されていた。
“叢倚の領袖（そういのりょうしゅう）”ジェヴォーナ
パウラ・クレツキーと契約していた“紅世の王”。炎の色は胡桃色。
スラヴ神話の狩猟の女神ジーヴィッカのポーランド名に同名がある。
ボード
『枢機の向き手（すうきのむきて）』の称号を持つフレイムヘイズ。神器は聖遺物箱型の“フォッセ”。
『ドレル・パーティー』の構成員で、シュドナイによる『ドレル・パーティー』襲撃の際に、同僚のパウラ・クレツキーと共にシュドナイが巨大化させた剛槍型宝具『神鉄如意』に押し潰されて死亡した。
“勘破の眼睛（かんぱのがんせい）”フェイ
ボードと契約していた“紅世の王”。炎の色はセレスト。
アーサー王物語に登場するアーサー王の異母姉にモーガン・ル・フェイがいる。
ヤマベ［Yamabe
『理法の裁ち手（りほうのたちて）』の称号を持つフレイムヘイズ。神器は独鈷杵型の“身口意（しんくい）。
マティルダ・サントメールの知己の一人で、『物事の窮理を探る』と形容されていた。
“祛邪の刻屈（きょじゃのこっくつ）”オオヤマクイ
ヤマベと契約していた“紅世の王”。炎の色は今様色。
日本神話の大きな山の所有者の神に大山咋神がいる。
ジョージ［George］
『奔馳の抜き手（ほんちのぬきて）』の称号を持つフレイムヘイズ。神器は剣型の“フラガラック。
19世紀末期のホノルル外界宿にいたフレイムヘイズの一人で、ファーディやアーヴィングやハリー・スミスやハリエット・スミスとは同僚にして友人同士であった。
“長柯の腕（ちょうかのかいな）”ルグ
ジョージと契約していた“紅世の王”。炎の色は狐色。
ケルト神話の太陽神ルーの古名にルグがある。
ファーディ
『誑欺の吐き手（きょうぎのはきて）』の称号を持つフレイムヘイズ。神器は帽子型の“ディスグレイス。
19世紀末期にホノルル外界宿にいたフレイムヘイズの一人。
“闊遠の謡（かつえんのうた）”カリオペ
ファーディと契約していた“紅世の王”。炎の色は東雲色。
ギリシア神話の文芸の女神ムーサたちの一柱にカリオペーがいる。
アーヴィング
『替移の接ぎ手（たいいのつぎて）』の称号を持つフレイムヘイズ。神器はコイン型の“ルテニアン。
19世紀末期にホノルル外界宿にいたフレイムヘイズの一人。
“訓議の天牛（くんぎのてんぎゅう）”ザガン
アーヴィングと契約していた“紅世の王”。炎の色はワインレッド。
ソロモン72柱の悪魔の一体にザガンがいる。
季重（きちょう）
『強毅の処し手（きょうきのしょして）』の称号を持つフレイムヘイズ。神器は槍型の『建木』。
虞軒や笵勲と共に上海外界宿総本部での一大会戦に参加した中国のフレイムヘイズの一人で、上海会戦で戦死した。
“突軼の戟（とついつのげき）窮奇（きゅうき）
季重と契約していた“紅世の王”。炎の色は鬱金色。
中国神話の怪物の一体に窮奇がいる。
笵勲（はんくん）
『精微の解き手（せいびのときて）』の称号を持つフレイムヘイズ。神器は盾型の『丹陽』。
虞軒や季重と共に上海外界宿総本部での一大会戦に参加した中国のフレイムヘイズの一人で、上海会戦で戦死した。
“賢哲の鑑（けんてつのかがみ）”白澤（はくたく）
中国神話の聖獣に白澤がいる。
アルマ［Alma］
『蘇活の撫し手（そかつのぶして）』の称号を持つフレイムヘイズ。神器はスカーフ型の“フォルテー”。
女性のフレイムヘイズで、かつてピエトロ・モンテヴェルディにヒルダやレベッカやヴィルヘルミナ同様に口説かれたことがある模様。
“生阜の抱擁（せいふのほうよう）”ケレス
アルマと契約している“紅世の王”。炎の色は朽葉色。
ローマ神話の豊穣神にケレースがいる。
オルメス［Holmes］
『擒拿の捕り手（きんだのとりて）』のフレイムヘイズ。神器は枷型の“タスラム”。
［仮装舞踏会］との全面戦争において、外界宿東京総本部の副司令に任命されたフレイムヘイズ。
“至知の月輪（しちのげつりん）”ケリドウェン
オルメスと契約している“紅世の王”。炎の色は茶色。
ケルト神話の魔女にケリドウェンがいる。
グリンカ［Glinka］
『攪和の打ち手（かくわのぶちて）』の称号を持つフレイムヘイズ。神器は眼鏡型の“プーハチ”。
現代のフレイムヘイズ兵団に所属するフレイムヘイズ。
“紀律の按拍（きりつのあんぱく）ダジボーグ
グリンカと契約している“紅世の王”。炎の色は雌黄。
スラヴ神話の太陽神にダジボーグがいる。

## “紅世の徒”
“紅世”の住人の総称であり、人間と同様に意思や“存在の力”を持ち、それらを自在に操ったり、強い意思や感情と共感したりする能力を持つ種族。ダブルクオート（“”）で括られた分が『真名』と呼ばれる“紅世”での本名であり、それ以外はこの世で自分で名付けた、あるいは名付けられた通称であり、愛称のようなもの。通名とも呼ぶ。フレイムヘイズと契約した状態で登場した“紅世の徒”についての詳細は、#フレイムヘイズを参照の事。

### 無所属の“王”
“狩人（かりうど）”フリアグネ
声 - 諏訪部順一 / 松風雅也
男性の“紅世の王”。炎の色は薄い白。近代以降では五指に入るであろう強大な“王”で、フレイムヘイズ側には「フレイムヘイズを狩る“狩人”」として知られる。御崎市で起こる一連の事件の契機となる。人化の自在法による姿は、純白のスーツを纏った線の細い美青年。本性の姿は鳥だと推測されている。
宝具のコレクターとして知られ、自身のコレクションである様々な宝具の特性を活かした戦闘を得意とする。フリアグネ曰く“狩人”の真名は宝具の収集家である事を意味し、『物事の本質を見抜く』固有の能力から、入手した宝具の能力や使用法を即座に看破できるという。 また、“燐子”作りに関して優れた技量を持ち、恋人であるマリアンヌを初めとして自在法や宝具を使うことすら可能な高度な意志総体を持つ自律型の“燐子”を多数率いる。
様々な宝具の特性を活かして幾多のフレイムヘイズを葬っており、戦闘に関しては、最古参で歴戦のフレイムヘイズであるカムシンでも苦戦する程の強さとされる。
マリアンヌ
声 - こやまきみこ
フリアグネに「可愛いマリアンヌ」と呼ばれる“燐子”でありフリアグネの恋人。元は粗末なこの世の人形だったが、トリノで馬車から捨てられた所を偶然見かけたフリアグネが、あまりに可憐なその姿に心に雷霆億激の如き衝撃を受け一目惚れ、その後色々あって高度な“燐子”になって愛し合うようになったらしい。彼女を他者の“存在の力”に頼らず生きてゆける存在へと組み換えこの世に定着させる『転生の自在式』発動のための莫大な“存在の力”を得るため、フリアグネは『都喰らい』を起こそうとしていた。
フリアグネ一党の“燐子”は作り手たるフリアグネの卓越した技量・強大な力のために全員が他の“徒”の“燐子”に比べて非常にハイスペックであり、自立した高度な意思を持ち宝具を使える。その中でもマリアンヌはそこらの“徒”など全く問題にならない程の大きな“存在の力”が注ぎ込まれていた。
ニーナ
声 - （未登場） / 浅野真澄
“狩人”フリアグネ配下の“燐子”の一体で、猫の人形型の“燐子”。フリアグネの5918番目の“燐子”。
ローレッタ
“狩人”フリアグネ配下の“燐子”の一体で、陶器の馬四頭立てに懸架装置を備え、花の浮き彫りで彩られた二階付き乗合馬車の姿をしていた“燐子”。
“探耽求究（たんたんきゅうきゅう）”ダンタリオン
声 - 飛田展男
男性の“紅世の王”。炎の色は馬鹿のように白けた緑。この世と“紅世”に関する研究と実験と発明に生き甲斐を感じ、そのためなら自分の命すらも捨てるマッドサイエンティスト。天才かつ変人で、さらに力そのものは強大な“王”である為、最も始末に負えない。通称「教授」。作中きっての変人であり、作中で「とある変人」と表現される何者かは多くの場合彼を差している。ガサガサの長髪の長い白衣を着たひょろ長い男で、目付きは鋭いが、近眼であり分厚い眼鏡で隠されている。
研究第一の性格で悪意はないものの、かなり自分勝手で他人を振り回し、研究実験により周囲が受ける迷惑や被害を一切考慮せず、協力者を破滅に追い込むこともあるなど、いたる所でトラブルを頻発させる稀代のトラブルメーカー。本人は研究のためならばフレイムヘイズにも協力するが、“紅世の徒”であっても彼を恨んでいる者は多い。技術者としては紛れも無い天才で、彼の研究成果が他の自在師によって実用化され普及した事例もある。自在法の研究も度々行っており、自在法に関しての知識は深いが、自在法を使わないためか自在師とは呼ばれていない。まともに相手にするには非常に疲れる性格であるため、彼に関わった者の大半が2度と出会いたくないと考えており、積極的に討滅しようとするフレイムヘイズもほとんどいない。
本来自身のみに行われる『顕現』を、『他の物体』として具現化し永続的に実体化させるという特異な能力を持ち、その能力で実験や発明に必要な道具の『素材』を生み出す。それらの『素材』を、独自の理論体系によって創造された『我学』に基づき、この世の道具に組み込んで、様々な実験物を生み出している。
ドミノ
声 - 加藤奈々絵
ダンタリオンの助手を務める“燐子”。正式名称は『我学の結晶エクセレント28-カンターテ・ドミノ』。フレイムヘイズ側は「お助けドミノ」と呼んでいる。ロボットの姿をしており、首だけになっても活動可能で、胴体は周辺の物体を使って再構築できる。温厚で“徒”には常に敬意を払う性格だが、主人であるダンタリオンの研究を否定する者には怒りを表す。
“髄の楼閣（ずいのろうかく）”ガヴィダ
声 - 不明
男性の“紅世の王”。炎の色は乳白色。人間の作り出す「芸術」の魅力に取り憑かれて以降、人間と協力して様々な宝具を作り出した老成の“徒”。姿は六本腕を備えた板金鎧。世話好きで人情に厚く、人間に対し好意的な“徒”としても知られる。
戦いに際しては、柄の長い大金槌型宝具『キングブリトン』を武器とする。かつては無数の敵を叩き潰したらしいが、元々戦いは得意でも好きでもなく、16世紀の時点で実戦から長く遠ざかっていた。
“彩飄（さいひょう）”フィレス
声 - 井上麻里奈
女性の“紅世の王”。炎の色は琥珀色。。『永遠の恋人』ヨーハンと二人で『約束の二人（エンゲージ・リンク）』と呼ばれる。これは自称であり、定着に百年ほどかかった。外見は黄緑色の長髪の華奢な美女で、各所に布を巻き付けたツナギのような服を着ている。両肩の人または鳥の貌を象ったプロテクターと両手の無骨な手甲はいずれも強力な武器。
ヴィルヘルミナ曰く、本来はデタラメで明るく楽しい女性らしいが、ヨーハンが傍にいないと途端に機嫌が悪くなる。基本的に自由奔放に生きているが、時にはフレイムヘイズと協力もし、幾人か友人もいる。また恋人ヨーハンには絶対の信頼を置いており、彼の言いつけならば自身の意に沿わない行為にも従う。
風を操る技を得意とし、周囲に発生させた風に自身の気配を宿らせ相手を包み込む事で、相手の気配察知や“存在の力”の流れの見極めを妨害する自在法『インベルナ』や、人間同士の接触によって伝達を続け、その際の走査で目標物を探索し、目標物を探し当てると伝達経路上の“トーチ”から僅かずつ集めた“存在の力”で意志総体を複製した傀儡を形成し本体の到着まで状況を調査、調整する独自の自在法『風の転輪』を使う。
“壊刃（かいじん）”サブラク
声 - 黒田崇矢
男性の“紅世の王”。炎の色は茜色。依頼を受け対象を抹殺する文字通りの「殺し屋」で、強大なフレイムヘイズをも葬り去ってきた強大極まる“王”。護衛や自在式の打ち込みなど、殺すことが目的ではなく手段である依頼を請け負うこともある。マントを纏い、全身をくまなく厚手の革つなぎとプロテクターで覆い、長髪を立て、顔を長いマフラー状の布で隠した長身の男。
“徒”には珍しく明確な欲望も望みも持っておらず、この世に渡り来たのも、別の世界の存在を知って「行ってみるか」と気まぐれを起こしたため。普段は思考も言動も全てが長口上。よくブツブツと喋っているが、大半は相手に語りかけているのではなく自分の思考を垂れ流しているだけである。かなりの不平屋であるものの、怒るという場面はそうそう無いらしい。
「戦技無双」を謳われるヴィルヘルミナですら四分半間違えば死に直結する程の非常に卓越した剣士。加えて、洪水とも津波とも思える圧倒的な量の炎を自在に操るうえ、その炎に無数の剣を混ぜ操ることで攻撃力を向上させ、更にそれらの剣で傷付いた傷口を時と共に広げていく自在法『スティグマ』を使う。
“皁彦士（そうげんし）”オオナムチ
男性の“紅世の王”。炎の色は弁柄。古代より長きに渡って世界中を荒らし、幾人もの強力なフレイムヘイズを倒してきた強大な“王”。巨大な百足の姿をしている。
自らの巨体の有利不利を知り尽くし、小細工は使わず、自らの身体を武器にした直接攻撃と、全身の至るところから放たれる強力な炎を併せて戦う。また、普通の百足と同程度の大きさの百足型の“燐子”を無数使役しており、まともな知性や戦闘力も持たない代わりに微弱すぎて気配の察知が困難なそれらを見張りとして配置・利用し、また森から動けない自身の代わりに“存在の力”を刈り取らせている。

### 無所属の“徒”
“屍拾い（しかばねひろい）”ラミー
声 - 清川元夢
“紅世の徒”。炎の色は深緑。風格ある痩身の老紳士の姿をしている。この姿は自身の姿ではなく、寄生したトーチの姿である。性格は非常に思慮深く、シャナとの関係に悩む悠二に様々な助言を与えた。また、冷静沈着な性格でもあり、討滅するために現れたマージョリーに対しても大して動揺せず、シャナにマージョリーを討つ機会を与えるために自ら囮になったりした。
トーチから“存在の力”を集めたり、追跡を逃れるため多くのダミーを配置したり、わずかな動作で特定の人物だけを眠らせたり、と言った技巧に優れる自在師。
“螺旋の風琴（らせんのふうきん）”リャナンシー
声 - 浅倉杏美
実は“屍拾い”ラミーの名と姿は、正体を隠すための仮のもの。その正体は、『封絶』をはじめとする数多くの自在法を編み出した、“紅世”最高の天才自在師“螺旋の風琴（らせんのふうきん）”リャナンシー。少女の姿をした女性の“徒”で、統御できる“存在の力”の量は少ないが、異常に高効率な自在法を、望むままに即座に構成することが可能。その名と能力は“徒”に広く知られており、ある“紅世の王”に捕らえられてその能力を操る鳥籠に入れられ、宝具『小夜啼鳥（ナハティガル）』にされていた時代もある。 彼女が正体を隠しているのは、こうした過去によるものであった。
“愛染自（あいぜんじ）”ソラト
声 - 白石涼子
男性の“紅世の徒”。炎の色は山吹色。妹のティリエルと合わせて『愛染の兄妹』と呼ばれる。人化の自在法による姿は金髪碧眼の美少年。
その中身は幼児に等しく、欲望のままに行動し、特に興味を持った物に異常な執着を見せる物欲の権化のような性格。純粋ゆえに他者への配慮を知らず冷酷。その他の面では意志薄弱で、妹に依存する言動が特徴。
“存在の力”を込める事で刃に触れていた者に傷を付ける能力を持つ片手持ちの大剣型宝具『吸血鬼（ブルートザオガー）』の使い手。また、戦闘時は鎧を一瞬にして装着する。高い身体能力とシャナに匹敵する一流の剣の腕を持つ反面、自在法は不得手で、初歩的な自在法である封絶や達意の言もまともに使えない。数少ない力として、欲するものを、見なくとも在処を感じることができる自身の存在の本質『欲望の嗅覚』を持ち、その力はどんなに離れていても、邪魔があっても、存在そのものと繋がり感知する。
“愛染他（あいぜんた）”ティリエル
声 - 田村ゆかり
女性の“紅世の徒”。炎の色は山吹色。兄のソラトと合わせて『愛染の兄妹』と呼ばれる。人化の自在法による姿は「フランス人形」と形容される金髪碧眼の美少女で、ソラトと瓜二つの顔をしている。本性の姿は幾枚もの山吹色の花弁でできたケープ。
兄・ソラトに強い愛情を持ち、その欲望を叶える事と、彼に自分を依存させ助け守ることに、至上の喜びを感じている。兄にはとにかく甘く、それ以外の物には辛辣でそっけない二面性を持つが、自分と同じように愛で動く者には、兄とは比べ物にならないにせよ、好ましく思っているような態度を見せる。
固有の自在法として、『揺りかごの園（クレイドル・ガーデン）』を使う。『揺りかごの園』は封絶と似た力を持つが、内部の気配を外部に洩らさないという性質を持つ。そのためいかなる“徒”でもフレイムヘイズに気配を気付かれないでいる事が可能である。通常は身に纏うサイズに縮小して気配隠蔽に使うが、人間を喰う時には通常の封絶のように拡大させる。また、人間に組み込むだけで高度かつ複数の機能を秘めた植物型の“燐子”『ピニオン』を作り出す自在式を編み上げることができる巧緻な自在師でもある。
“纏玩（てんがん）”ウコバク
声 - 津田健次郎
男性の“紅世の徒”。炎の色は爛れた赤銅色。己の本来の醜い姿を極端に嫌い、理想的な美しい人間型の姿を作る為に人攫いや写真撮影を行っていた。
他の“徒”と比較しても格段に弱力で、“徒”が持つ独特の違和感ですら、人間に紛れて気づかれない程度。自在法の技術も未熟で、顕現は不安定で炎が洩れ、“燐子”は作れるもののトレーラーの運転と写真撮影の手伝いといった雑用しかこなせない稚拙なもの。相手を閉じ込め停止させる泡を放つ金属の輪型宝具『アタランテ』が唯一の武器。
“穿徹の洞（せんてつのほら）”アナベルグ
声 - 真殿光昭
男性の“紅世の徒”。炎の色は鉛色。トレンチコートとソフト帽を身に纏い、火掻き棒のような手と丸型メーターの顔を持つ。
人間が作り出す文明や優れた物に心酔しているが、曰く「文明の加速」のため、それらの破壊を目的に活動している。これは、優れた物を破壊する事で「壊れた物を糧に、より優れた新たな物を作る」という人間の活動を促進させるという事。
固有の自在法は気配や“存在の力”をぼやかす蒸気を放つ事。この蒸気により奇襲や気配の誤魔化しなどが行えるが、敵味方問わず気配を混淆させてしまうため、フレイムヘイズの奇襲に“徒”が気付きにくくもなるという欠点もある。
“澳汨肢”（おうこつし）ラハブ
“紅世の徒”。炎の色は腐った藻のような暗い緑色。巨大な蛸のような姿。総称して「海魔（クラーケン）」と呼ばれる、海洋上で人を襲う“徒”の一体。
“駆掠の礫（くりゃくのれき）”カシャ
声 - 松原大典
男性の“紅世の徒”。炎の色はアイボリー。薄手のジャケットにスラックス、首には洒落たストリング・タイという姿の青年。
使用者の意思のままに空中を自在に飛び、自在式を自由に込めることができる数十もの指輪型宝具『コルデー』に爆破の自在式を込めて武器とする他、踝に炎の車輪を発生させ、移動に使う。
“羿鱗（げいりん）”ニティカ
男性の“紅世の徒”。炎の色は鼠色。巨体は翼竜とも見え、体中に鱗のように金貨を貼り付けている。
“戯睡郷（ぎすいきょう）”メア
声 - 小林沙苗
女性の“紅世の徒”。炎の色は朱鷺色。作者原案・監修のPS2版ゲームにオリジナルキャラクターとして初登場した。ゴスロリ風の衣装と日傘という上品ないでたちの、頭部に二対の太い角を生やした少女。この姿は寄生しているトーチの姿だが、頭部の角はメアに寄生された証であり、また顔もメア自身のもの。本性の姿は仮面を付けた道化で、仮面の下にはメアの素顔が隠されている。
ちっぽけな自身に強いコンプレックスを持つ、若く弱小な“徒”。休む事も決して出来ない“紅世”をその弱さから地獄と感じ、運任せで両界の狭間を越えて渡ってきた。自らを「蝶」と例えており、「本質の顕現」では蝶のような光を放つ等、蝶の性質を持っている模様。
気配を抑えて敵から逃れるために“ミステス”に寄生し、寄生している“ミステス”の蔵する宝具も使える。現在寄生している“ミステス”の蔵する宝具は、振るう事で炎弾を雨霰と放つ神楽鈴型宝具『パパゲーナ』。また固有の自在法として、『ゲマインデ』を使う。『ゲマインデ』は周囲の者の意識を取り込み、取り込んだ者の記憶で構成された夢の舞台を作り出し自在に操る特殊な自在法。
“気焔の脅嚇（きえんのきょうかく）”ギヴォイチス
声 - アニメ版ドラマCD 樋口智透
“紅世の徒”。炎の色は苔色。人化した姿は大柄な男で、本性の姿は直立する一本角の蜥蜴。腰帯に華美な装飾の剣『スクレープ』を帯刀していたが、ギヴォイチスはこの『スクレープ』を宝具だと他の乗客たちに吹聴していた（真相は不明）。

### ［仮装舞踏会（バル・マスケ）］
盟主と三柱の強大なる“紅世の王”である『三柱臣（トリニティ）』を中心とした、世界最大規模の“紅世の徒”の組織。数千年前に結成され、他の大集団とは頭一つ二つ抜きん出た桁違いの規模の兵力を備え、一騎当千の実力を持った錚々たる顔ぶれの将帥らが数多く在籍している。

#### ［仮装舞踏会］の“王”

##### 盟主
“祭礼の蛇（さいれいのへび）”伏羲（ふっぎ）
声 - 速水奨
男性の“紅世の神”。炎の色は黒。［仮装舞踏会］盟主。『天裂き地呑む』化け物とまで称される伝説の存在。その姿は、見る者に等しく畏怖と崇敬を抱かせる、銀色の目を持つ巨大な黒い蛇。強大な“王”ですら及びもつかない、常識の尺度から遥かに外れた圧倒的な力を持つ。
悠二曰く「いつも誰かの望みを叶えたくてウズウズして」いるとのこと。その特性上望まれることは何でもできるが、望まれない事は何も出来ない。また自身を「欲望の肯定者」と称し、大度にして無邪気。また、誰かの望みを叶える以外のことに興味はなく、融合後の悠二にも自由な行動を許していた。
“紅世”の世界法則を体現する超常的存在である『神』の一柱、“紅世”の『創造神』。神威召還時の御言葉は“祭基礼創”。その権能は「造化」と「確定」。踏み出し見出す力を司り、新たなものや流れを作り出す、始まりの神。“紅世の徒”の望みが一つの形に結実したときに現れその望みを叶える存在。言うなれば、創造神は創造神でも「これから作り出す神」。公式ガイドブック完結編『灼眼のシャナノ全テ 完』では「造物主だがゴッド（神）ではない方」とされている。
“銀”
『弔詞の詠み手』マージョリー・ドーが追い求める仇敵。銀の炎を吹き上げる歪んだ西洋鎧の姿をしている。名前も正体も不明であり、炎の色が銀であることから“銀”と呼ばれる。

##### 三柱臣（トリニティ）
創造神“祭礼の蛇”の眷属たる三人の“王”。「守り」「謀り」「起動する」、創造神のための「システム」の具現化。討滅される、生贄になるなどで死亡した場合でも存在が消滅することはなく、創造神の許で眠りにつき、機が熟すればまた復活するという特殊な存在。それぞれの意志や事情・目的によって組織に属する他の“徒”達とは違い、成り立ちから盟主に属することを宿命付けられ、古代から付き従っている特異な存在である。強烈なカリスマを持ち、通常束ねることが困難な“徒”をこれ程までに束ねているのは、『三柱臣』が重ねてきた長年の実績と、彼らと対面した際に抱かされる感情によるものである。基本的には全員が人間に近い姿をしている。
なお、“祭礼の蛇”は自身が生み出した彼らを「息子」「娘」と認識している部分があるが、彼ら自身にとって“祭礼の蛇”はあくまで自身が仕える「主」であり、生みの親と言う認識はなく、また互いを兄弟姉妹とも考えていない。
“千変（せんぺん）”シュドナイ
声 - 三宅健太
男性の“紅世の王”。炎の色は濁った紫。［仮装舞踏会］『三柱臣（トリニティ）』の将軍。絶大な戦闘力を誇り、古来より数え切れないほどのフレイムヘイズを倒してきた強大極まる“王”。作中で倒したフレイムヘイズの数も最も多く、“祭礼の蛇”を除けば最強の強さを誇る。
他の“徒”とは異なり、その真名が示す本質から生まれる『変化』の力を持っているため姿は不特定であり、必要に応じて姿形を自在に変えることができる。
“祭礼の蛇”の眷属であり、盟主“祭礼の蛇”により「主を守る」使命を課せられた存在。彼の『変化』の力は主を守るため、あらゆる攻撃の全てに同時に対処すべく与えられたものである。普段は飄々として部下にも寛大な性格で、敵であるフレイムヘイズに対してすらも友人に接するかのような態度を取る事も多い。
“頂の座”ヘカテーに好意を持っており「俺のヘカテー」と公言して憚らない。一方で“逆理の裁者”ベルペオルのことは公然と「ババア」呼ばわりしている。
“祭礼の蛇”の眷属であるため、他の“徒”とは比較にならない絶大な戦闘力を誇る。単純なパワーだけでも抜きん出ているが、『変化』の能力によって他の“徒”では不可能な変幻自在の戦術を取り、想定外の攻撃で不意を撃ち敵を圧倒する。
軍の指揮官としても練達にして無類の将帥である。しかし職務に対しては怠慢で、本拠地である『星黎殿』にも長らく立ち寄っていなかったが、そんな態度にもかかわらず［仮装舞踏会］の“徒”たちからの尊崇の念は絶大で、その強さ・将軍としての能力にも全幅の信頼を寄せられている。
“頂の座（いただきのくら）”ヘカテー
声 - 能登麻美子
女性の“紅世の王”。炎の色は明るすぎる水色。［仮装舞踏会］『三柱臣（トリニティ）』の巫女。［仮装舞踏会］構成員からは大御巫（おおみかんなぎ）の尊称で呼ばれている。表情に乏しい小柄な美少女。そんな見た目に反する強大な“王”だが、姿を見せることは極めて稀で、その真意や性向、能力などはほとんど知られていない。他人の言動を字面どおりに受け止める生真面目で淡白な性格
“祭礼の蛇”の眷属であり、盟主“祭礼の蛇”の活動の先触れとなる存在。創造神“祭礼の蛇”は“紅世の徒”の願いを叶えることを権能としており、神が“徒”の願いを聞き届けた証、“徒”の願いの結晶としてヘカテーを生み出す。すなわち彼女の存在そのものが“徒”の願いが実現する予兆であり、そのため“徒”からは絶大な敬意を払われ、［仮装舞踏会］に属する“徒”たちからは最も尊崇され、『三柱臣』の中でも特異な存在として知られている。
自らに言い寄るシュドナイを相手にしないなど、基本的に他人に対して無関心で感情もほとんど示さないが、盟主たる“祭礼の蛇”のことは文字通り「彼女の神」とまでされるほどに崇拝し、“祭礼の蛇”に関する事柄に対してだけは喜怒哀楽を示し、感情的にもなる。
神である“祭礼の蛇”が“徒”たちの願いを叶える際に行われる『神威召喚』の儀式で生贄となる役目を持つ。しかし生贄となり死亡しても“祭礼の蛇”が生きている限り完全に消滅はせず、願いを叶えた“祭礼の蛇”が眠りについた後、新たな願いが結実した時にそれを構成要素として復活する。

“逆理の裁者（ぎゃくりのさいしゃ）”ベルペオル
声 - 大原さやか
女性の“紅世の王”。炎の色は金色。［仮装舞踏会］『三柱臣（トリニティ）』の審神者（さにわ）→軍師→参謀。狡猾で智略に長けており、およそ彼女を知る者からは「この世で最も敵に回したくない」とまでに恐れられる鬼謀の“王”。右目に眼帯をした、妙齢の三つ目の美女。
“祭礼の蛇”の眷属であり、盟主“祭礼の蛇”により「あらゆる事態に対処する」使命を課せられた存在。非常に用心深く、ありのままの現実を認めた上であらゆる状況を予測し、策略を立て、その読みを誤る事態が滅多にないがゆえに、この世のあらゆる陰謀に手が届くとまで謳われる。「思うままに生きる」ことを好む他の“徒”とは違い、その使命ゆえに「思うままにならない事にこそ挑む甲斐を感じる」という特質を持つ。
［仮装舞踏会］構成員らから絶大な尊崇の念を向けられているが、彼女自身は目的のためには他者を簡単に利用し、切り捨てることができる冷酷な性格でもある。だが“祭礼の蛇”に対しては非常に忠実で、彼を慕い、絶大な信奉を寄せている。
［仮装舞踏会］は、桁違いの規模の大軍勢に、『三柱臣』を始め強大な“王”達が数多く在籍しており、いざ動いた時の脅威やベルペオルの智謀への評価から、対峙する者は事あるごとに「彼女の陰謀の一環ではないか」と疑心暗鬼に駆られてその勢いを押し留められることになり、本人もそういった評価を時に煽りながら有効に活用している。

##### その他
“嵐蹄（らんてい）”フェコルー
声 - 間宮康弘
男性の“紅世の王”。炎の色は臙脂。兵科は禁衛員（ヴァッフェ）。『星黎殿』の防衛を一手に任せられ、更にベルペオル不在の際の裁量まで任されていた、ベルペオルの副官的存在。平凡なスーツを着た押しの弱い小役人風な中年男の姿をしているが、そんな見た目に反して強大な力と恐るべき自在法を持つ強大な“王”。しかし後述の理由で、普段は『星黎殿』を隠蔽する『秘匿の聖室（クリュプタ）』の力を纏って強大な気配を隠し、名も無き一“徒”として振舞っており、［仮装舞踏会］の構成員のほとんどは彼が“嵐蹄”であることを知らなかった。
普段は『星黎殿』の出迎え・案内役をしている。末端の構成員として振る舞っているため、誰に対しても腰が低い。一方で“嵐蹄”の名は構成員に知れ渡っており、ベルペオルの信任厚いということで絶大な信頼を置かれている。
大量の臙脂色の粒子を嵐のように操る自在法『マグネシア』を使う。粒子を凝固させた塊を瞬時に作り出して防御や不意打ちに用いたり、嵐の中に無風地帯を作り自身や味方のバリアーのように用いる。

“千征令（せんせいれい）”オルゴン
声 - 斧アツシ
男性の“紅世の王”。炎の色は錆びた青銅のように不気味な緑青色。巡回士（ヴァンデラー）の一人で、ベルペオルの古くからの直属の部下。フレイムヘイズ達の外界宿を単独で全滅させる程の力を持つ強力な“王”であり、将帥としても優れていることから自他共に認める『戦争屋』として恐れられていた。虐殺・殲滅戦を得意とする。帽子、マント、手袋が浮いているだけの姿で、自らの本質の顕現に使う力のほとんどは後述の『レギオン』に注いでいる。
かなり傲慢で尊大な性格で、馬鹿にされるのを嫌う。戦って敵を倒すことにしか興味がなく、それ故に戦いを避けるという観点に疎い面がある。また、気配や声音が非常に陰鬱で、「聞いているだけで憂鬱になる」と表現される。
自らの“存在の力”を込めた薄く鋭い紙の軍勢の自在法『レギオン』を用いて戦う。『レギオン』は、トランプのジャックの騎士の名（『ホグラー』『ラハイア』『ヘクトル』『ランスロット』）を冠す『四枚の手札』を中心に構成されており、一部を倒したり翻弄するのは容易だが、その全てを滅ぼすには骨が折れ、敵を疲弊させてその数を持って敵を蹂躙する。

“道司（どうし）”ガープ
男性の“紅世の王”。炎の色は浅葱色。ベルペオルの直属の部下。四方に子供型の“燐子”『四方鬼』を引き連れた武装修道士の姿をしている。切れ者ではあるが、大仰で騒がしい、嫌味な性格。
東洋の［仮装舞踏会］構成員の中では五指に入る使い手の強大な“王”であり、有能な将帥でもある。駆ける速さで並ぶものはないと言われ、連絡役として動く事が多い。ただし、精度や機動性には欠ける。
戦闘では、『四方鬼』で固定した敵を体当たりで突き破る『大突破』という技などを使用する。
“淼渺吏（びょうびょうり）”デカラビア
声 - 吉開清人
男性の“紅世の王”。炎の色は鉄色。兵科は布告官（ヘロルト）。組織内での立場は、オロバスの上席に当たる模様。無光沢の鱗に藻の斑を纏った細長の大魚。本来の姿は戦場一帯に跨るほどの非常に長大な体躯であり、その真の姿を見た者はほとんど（味方でさえ）いなかった。
常に感情を込めずに話し、極めて冷徹に物事を見て判断し、周囲の反応に気を払わないため、無礼な振る舞いも平然と行う。また、自身の実力に関して一切謙遜しない。その性格ゆえ周囲からの好悪の感情が極端に分かれている。
シュドナイ曰く「有能ではあるが、とにかく変物」。有能と評される通り、その軍の差配の技量は非常に卓抜している。
他に類を見ない特殊な自在法『プロビデンス』を使う。自身の鱗を自らの入出力器官として、鱗を通して見聞きし、喋り、自在法までも使用できる。他にも幾つかこれと似た機能の自在法は存在するが、それらはごく短時間・近距離でしか効果を発揮できないのに対して、この『プロビデンス』の持続時間と効果範囲は、永続的かつ全世界をカバーできる程に広大であるという圧倒的な差を持つことが特殊とされる所以である。
“驀地祲（ばくちしん）”リベザル
声 - アニメ 山口太郎
男性の“紅世の王”。炎の色は弁柄色。巡回士の一人で、ベルペオル直属の側近。直立する象ほどの大きさの三本角のカブトムシの姿をしている。勇猛で鳴らし、圧倒的な攻撃力を持つ強大な“王”。実力は折り紙付きだが言動も性格も荒っぽい。しかし決して愚鈍でも見た目ほどの猪武者でもなく、頭も切れる。指揮官としても有能であり、見た目に反して堅実な戦をする、百戦錬磨の将帥である。
腕に巻きつけた水晶の数珠をばら撒き、散弾として攻撃することや、自在法を使用することができる。また、『七宝玄珠』を媒介にして七体の炎の分身を作り出すことが出来る。また、「只管に突き進む」“驀地祲”の本質ゆえ、突撃をもっとも得意としている。
“煬煽（ようせん）”ハボリム
声 - 山本格
“紅世の王”。炎の色は楝色。兵科は捜索猟兵（イエーガー）。誰もが認める腕利きの強大な“王”であり、フレイムヘイズ達からは「危険な上にも危険な奴」と非常に警戒されている。双頭のガスマスクを着け、ボロマントを纏って体を隠している、どことなく案山子を想起させる姿。
組織の最前線に立つ実戦派の“王”として名高く、『星黎殿』にも滅多に姿を現さない。大きな戦いを幾度も潜り抜けてきた百戦錬磨の強者にして卓越した指揮官である。作戦遂行においては私情を挟まず事実を認めて対処する。
「炎を煽り広める」“煬煽”の力として、楝色の炎で地面を侵食し、その範囲内に居る味方を炎で覆い全能力を強化する自在法『熒燎原（けいりょうげん）』を使う。これは［仮装舞踏会］西部方面主力軍を丸ごと軽く強化できるほどの規模と、広大な戦場一帯を覆うほどの範囲を持つ。
“哮呼の狻猊（こうこのしゅんげい）”プルソン
声 - 堀川仁
男性の“紅世の王”。炎の色は鉛丹色。兵科は禁衛員。歴戦の強大な“王”であり、頭も切れ、指揮官としても有能。美麗な獅子の頭を持つ、派手な宮廷衣装を纏った男。自信家で、鋭い声が特徴。
「激しく吼え猛る」“哮呼の狻猊”の力として、 『獅子吼』と『ファンファーレ』の二つの自在法を使う。『獅子吼』は凄まじい威力の衝撃波を放つ咆哮であり、『ファンファーレ』は、その衝撃波を放つトランペットを多数出現させる。これを自在に操り、衝撃波を全方位に大量に放つことができる。
“駝鼓の乱囃（だこのらんそう）”ウアル
声 - 後藤ヒロキ
“紅世の王”。炎の色は桧皮色。登場はXVIII巻だが、XVII巻にもそれらしい容姿の“徒”が描写されている。兵科は禁衛員。緩い衣を纏った直立するヒトコブラクダの姿をしている。
無数の蜂を操る自在法『ビト』を使う。蜂の大群は防御や気配隠蔽などの自在法を使用できる。さらに中身が空っぽの埴輪のような鎧の内部に『ビト』を潜ませ、これを多数操る。
“冀求の金掌（ききゅうのきんしょう）”マモン
声 - 加藤将之
男性の“紅世の王”。炎の色は黄檗色。兵科は巡回士。強大な“王”であり、キアラたち強大なフレイムヘイズからも非常に警戒されている。暗灰色のトップハットにテールコート、マントという、前世紀の紳士然の身形をした白皙の美貌の男。異常に長い犬歯を持つ。
冷徹な指揮官としての見識を持ちながらも、普段は貫禄に溢れた穏やかな性格をしており、フレイムヘイズにも同様の態度を取る。レライエからは、密かに胡散臭いと評されている。
「激しく欲し臨む掌」たる“冀求の金掌”の力として、望むものを引き寄せて捉え、または押しのけて払うという、原始的にして強大な力を持つ自在法『貪恣掌（どんししょう）』を使う。通常は掌・手の甲に黄檗色の紋様が浮かび上がるが、全力の際はこれが全身に波及する。
“翻移の面紗（ほんいのめんさ）”オセ
声 - 不明
“紅世の王”。炎の色は浅緑色。兵科は捜索猟兵。人型の仮面をつけた巨大な豹。
対象の視界を分裂させた自身の仮面と火の粉で埋め尽くし、空間識失調に陥らせつつ自身は視界を広げ、仮面から攻撃する幻惑の固有自在法『サイクル』を使う。
“呻の連環（しんのれんかん）”パイモン
声 - 不明
“紅世の王”。炎の色は洗朱色。兵科は巡回士。ラクダに乗る貴公子然とした青年の姿で、男女様々の衣服を供連として従えている。
従えている周囲の衣服に瞬時に転移し、多角的な攻撃や、敵の攻撃を避けることが出来る自在法『王の供連』を使用していた。
“化転の藩障（かてんのはんしょう）”バルマ
声 - 不明
“紅世の王”。炎の色は若苗色。兵科は巡回士。同じ“王”であるオセからは「バルマ殿」と敬称付きで呼ばれている。
様々な配色の糸で織られた巨大な象の姿をしている。
体を構成する糸を解き、状況に応じて再構成する自在法『羅梭（ラサ）』を使用する。
“匣迅駕（こうじんか）”バティン
“紅世の王”。炎の色は土器色。体に蛇を纏った騎士の姿をしている。
“獰暴の鞍（どうぼうのくら）”オロバス

“朧光の衣（ろうこうのきぬ）”レライエ

#### ［仮装舞踏会］の“徒”
“琉眼（りゅうがん）”ウィネ
声 - 鈴木達央
男性の“紅世の徒”。炎の色は藤色。兵科は捜索猟兵（イエーガー）で、ストラスやフェコルーに気に入られ、会った事の無いシュドナイにも名前を覚えられているなど、捜索猟兵の中では優秀な存在。
バイクをこよなく愛し、外見はライダースタイル。この世で手に入れ、手入れも欠かさない年季の入った中型バイクに跨り、フルフェイスのヘルメットのシールドには大きな両目が描かれている。この目は気分に応じて表情を作り、力を使う時などは大きな一つ目となる。
比較的若年の“徒”で、この世に渡り来て半世紀もたっていない。ベルペオルを女神と崇め心酔していた。
鋭敏な知覚能力に加え、自身の知覚を他人に伝染させて広範囲を探索する『知覚の感染』という能力を持っているため、探知と索敵に優れていた。

“翠翔（すいしょう）”ストラス
声 - 林和良
男性の“紅世の徒”。炎の色は縹（はなだ）。布告官（ヘロルト）の一人で、その中でも古株的な存在。全身は獣毛に覆われ、頭部は無く、大きく張った胸に一対の眼、腹部に裂けた口を持ち、両腕は翼になっている、鳥とも獣とも人ともつかぬ異形の“徒”。 作中では「鳥男」と描写される。
見た目に反して温厚であり、非常に律儀で礼儀正しい。その性格ゆえに人付き合いも上手く、多くの“徒”達から人望を得ている。
高速輸送の自在法『プロツェシオン』を使う。ストラスの口から吐かれた砂鉄のような不思議な粉を纏わせた対象を鳥に変えて、大量の人員を高速で運ぶことができる。また、この自在法はフレイムヘイズには知られていない。
“獰暴の鞍（どうぼうのくら）”オロバス
声 - 島﨑信長
男性の“紅世の徒”。炎の色は橙。シュドナイの副官の一人で、兵科は巡回士（ヴァンデラー）。“徒”とされてはいるが、それは目立った大功に恵まれていないためであり、実際には十分に“王”と呼ばれるだけの実力を持つ［仮装舞踏会］きっての俊秀。盟主帰還後のフレイムヘイズとの戦いにて“王”と呼ばれるようになると、衆目は一致していた。人化の自在法による姿は、黒服の青年。本性の姿は黒馬で、戦闘時には状況に応じて黒馬の姿と青年の姿を使い分けている。
実直で堅苦しい性格をしている。シュドナイに心酔しているが、実力では及ばないシュドナイの戦いぶりを真似て、周囲から諌められる場面も見られる。
自身と自身に接触している者を炎で包み、強化することができる自在法『鐙の寵』を使用する。このため、戦闘時には黒馬の姿で他者を騎乗させることも多い。ただし接触が解けた者は効果が切れる。
“朧光の衣（ろうこうのきぬ）”レライエ
声 - 中嶋アキ
女性の“紅世の徒”。炎の色は灰白色。シュドナイの副官の一人で、兵科は捜索猟兵。白服の女性。やや砕けた性格をしており、丁寧な口調ではあるがどことなく人を食ったような物言いをする。オロバスとは正反対な性格ながらも良いコンビ。場の空気を読む周旋の才に長けているという点でも重宝されている。
優れた自在師であり、防御系自在法『ニムロデの綺羅』を使う。自らの衣の裾や袖を風に解かせて広大な白い壁を作り出し、攻撃を逸らし、受け流す。数百のフレイムヘイズが放った無数の炎弾をも防ぎきる。
“蠱溺の盃（こできのはい）”ピルソイン
声 - 田村睦心
男性の“紅世の徒”。炎の色は菖蒲色。兵科は捜索猟兵で、その凶悪な自在法から広く名が知られており、フレイムヘイズからは戦時平時を問わず恐れられ、忌避されている。ブカブカなローブを着て、泥棒のような大きな袋を背負ったやぶにらみの子供の姿をしている。
相棒の“驀地祲”リベザルと共に多くの大功を挙げている。激昂しがちなリベザルをよく諌めている。指揮官としても優れている。
毒の靄を放つ自在法『ダイモーン』を使う。この毒の靄を吸い込んだ者を酩酊・錯乱状態に陥れ、フレイムヘイズであれば契約する“王”ごと酩酊・錯乱する。吸い込めばまず戦闘不能となり、最悪の場合は同士討ちや卒倒などが起こる。油断して死んだフレイムヘイズも数多い、世界でも指折りの悪名高さを持つ自在法。
“聚散の丁（しゅうさんのてい）”ザロービ
声 - 御園行洋
男性の“紅世の徒”。炎の色は飴色。兵科は捜索猟兵。柔和な笑顔を浮かべ、神父のような法衣を着た痩身の老人。
それぞれが細い力の紐で繋がった赤、青、黄、緑、桃のスカーフをそれぞれ巻いた同じ姿に分身したり、離れた自分と融合する事が出来るが、一体一体の力は、残り火の強いトーチ程度と非常に弱小。
“吼号呀（こうごうが）”ビフロンス
声 - 安元洋貴
男性の“紅世の徒”。炎の色は樺色。兵科は巡回士。土管を2つ繋げたような身体に虫のような足が幾対も生え、拷問器具のような鉄棒で編まれた頭部という異形の姿。
普段は宝具『タルンカッペ』で気配を隠しているが、この状態では移動速度が非常に遅い。大破壊を得意とし、その砲身のような体に瓦礫を吸い込み、砲弾として強烈な一撃を放つ。
“放弾倆（ほうだんりょう）”ファレグ
男性の“紅世の徒”。炎の色は藍錆色。人狼の姿をしている。

#### 名前だけ登場した“王”
“駒跳の羚羊（くちょうのれいよう）”ブファル
“紅世の王”。炎の色は杏色。容姿は不明。フレイムヘイズ陣営との戦争で外界宿征討軍東部方面主力軍の部隊長に任命された“王”。
“珠帷の剔抉（しゅいのてっけつ）”エギュン
“紅世の王”。炎の色は生壁色。容姿は不明。フレイムヘイズ陣営との戦争で外界宿征討軍東部方面主力軍の部隊長に任命された“王”。

### ［とむらいの鐘（トーテン・グロッケ）］
古く強大な“紅世の王”、“棺の織手”アシズを中心に組織され、16世紀初頭にフレイムヘイズ兵団との『大戦』の結果消失した当時最大級の“紅世の徒”の集団。理由は“徒”によって異なるが、フレイムヘイズとの戦闘を前提に置く戦闘軍団。その総員は万を超え、ヨーロッパのブロッケン山に要塞を築き、拠点としていた。アシズの掲げる『壮挙』の実現を目的としており、［とむらいの鐘（トーテン・グロッケ）］の名は、世に新しい理を作る際に、古い理に対してとむらいの鐘を送るという意味を持つ。
“棺の織手（ひつぎのおりて）”アシズ
男性の“紅世の王”。炎の色は青。[とむらいの鐘］の首領であり、構成員からは「主」と呼ばれている。仮面をつけた蒼い天使の姿をしている。思慮深く温厚で、他者に対してあまりにも優し過ぎる性格。それは在り方がかつての己に似た、マティルダとアラストールに対しても向けられていた。
「神聖不可知の完全な輪」である“冥奥の環”固有の自在法として、『清なる棺』という、周囲の因果から閉鎖された強力な凝固空間を作り出す能力を持つ。優れた自在師であり、同時に強大な統御力を持つ当時の乱獲者の中では最強の“王”。

#### 『九垓天秤』
［とむらいの鐘］の最高幹部たる九人の“王”。世界を放浪していたアシズに最初に付き従った者達で、組織の力の象徴。
“虹の翼（にじのつばさ）”メリヒム
声 - 小西克幸
男性の“紅世の王”。炎の色は虹色（虹の色数は時代や文化によって異なるが、作中では七色とされている）。『九垓天秤』の1人で、役柄は［とむらいの鐘］が誇る力の象徴『両翼』の右。あだ名は「虹の剣士」。シャナの育ての親の一人で、彼女からは白骨の容貌から「シロ」と呼ばれていた。銀髪の青年騎士の風貌をしており、『九垓天秤』中で唯一、その姿は人間のものと酷似している。
自己中心的で傲慢な癇癪持ちだが、主への忠誠は堅く聡明かつ冷静な部分や一途な面も見せる。［とむらいの鐘］の宿敵であり、当代最強を誇ったフレイムヘイズのマティルダ・サントメールを一途に愛し、恋敵であるアラストールを嫌っていた
一体一体が並のフレイムヘイズに匹敵する力を持つマティルダの『騎士団』を一瞬にして切り伏せる剣技に加え、「空を貫く七色の光」たる“虹の翼”の力である、距離による減衰が無い一直線の虹の破壊光線を剣尖から放つ、当代（中世の『大戦』当時）最強の破壊力を持つと称される自在法『虹天剣』の使い手。
“甲鉄竜（こうてつりゅう）”イルヤンカ
男性の“紅世の王”。炎の色は鈍色。『九垓天秤』の一人で、役柄は［とむらいの鐘］が誇る力の象徴『両翼』の左。あだ名は「鎧の竜」。体中が鈍色の鱗で覆われた、四足・有翼の巨竜の姿をしている。
自らを老人と称する、非常に古株の“王”。戦闘時は獰猛な面を見せるが普段は温厚かつ思慮深く、ともすれば激発しがちなメリヒムらの抑えにまわる、『九垓天秤』の長老格。
巨大の重量と全身を覆う鱗による高い防御力を併せた打撃や、口や全身から噴出し留まらせる事で強大な防御力を発揮する、「不変不壊の鎧を纏う竜」たる“甲鉄竜”の力、当代最硬の防御力を誇る鈍色の煙の自在法『幕瘴壁』を使い戦う。
“大擁炉（だいようろ）”モレク
男性の“紅世の王”。炎の色は黄色。『九垓天秤』の1人で、役柄は組織の運営や裁量を行う宰相。あだ名は「牛骨の賢者」。豪奢な礼服を纏った、直立した牛骨の姿をしている。
役職上組織のNo.2であり、『九垓天秤』の実質的なリーダーだが、普段は控えめというより小心で、地位に伴う威厳は皆無である。「強者」ではなく「賢者」として恐れられた数少ない“王”であり、戦闘には向いていないため戦闘面では主に作戦の立案などを担当している。
小心かつ臆病、という一面は見せかけではなく完全な素で、万事危機に配慮し常に慎重、という賢者としての側面の裏返しである。他の面々や組織外の者のような、いざとなれば自分で何とかする、という「強者の気楽さ」とは無縁の男。
小心な性格に反して、その力の大きさは異常な程。自らを山をも覆う巨大な牛型の迷宮へと変質させ敵を閉じ込め、同時に取り込んだ味方を有利な戦場で戦わせサポートする、「抱いて守り閉じ込める」“大擁炉”の力、空間制御の自在法『ラビリントス』を使う。
“闇の雫（やみのしずく）”チェルノボーグ
女性の“紅世の王”。炎の色は枯草色。『九垓天秤』唯一の女性で、役職は隠密頭だが、『頭』とは言っても部下などはおらず、単独で行動する暗殺者である。あだ名は「黒衣白面の女」。鉤爪を備えた巨大な右腕と獣の耳を持つ、黒衣を纏った黒髪で痩身の女性であり、顔と耳の白い毛以外は全てが黒く覆われている。
“大擁炉”モレクに好意を寄せ、彼から与えられた仕事をこなすこと、彼を守る事にこの上なく大きな充足感を覚えていたが、表面上は彼を「痩せ牛」と呼んで蔑むそぶりを見せ、いつもきつい態度で当たっていた。
右の巨腕を織り交ぜた体術や爆破攻撃、「暗闇に滴る」“闇の雫”の力として、影に身体の一部や全体を潜り込ませ近距離へと転移する『影浸』という自在法を駆使し闘う。
“凶界卵（きょうかいらん）”ジャリ
男性の“紅世の王”。炎の色は亜麻色。『九垓天秤』の1人で、役柄は組織のための情報収集にあたる大斥候。あだ名は「奇妙な卵」。魔物・老人・女の面が張り付いた人間大の卵の姿をしている。
内心については全く描写されておらず、言動も意味不明なことが多いため精神面はまるで不明であり、「変人」と呼ばれている。［とむらいの鐘］の中でも古参の“王”で、アシズに付き従った年月はイルヤンカやウルリクムミに次いで長い。
戦闘向きの力は持たないが、絶大な規模で自在法を展開し制御することが出来る。「不吉を収めた卵」である“凶界卵”の力として、無数の蝿を統御して索敵・情報収集・攻撃を行う自在法『五月蝿る風』を使い、多くの情報を集める組織の枢要。
“巌凱（がんがい）”ウルリクムミ
男性の“紅世の王”。炎の色は濃紺。『九垓天秤』の1人で、役柄は先陣を切って［とむらいの鐘］の軍を率いる先手大将。あだ名は「鉄の巨人」。組織ではかなりの古参で、イルヤンカに続いてアシズに付き従っている。分厚い鉄板もしくは鉄塊を巨大な人型に組んだような姿で頭部は無く、胴体部分に双頭の白い鳥の絵が描かれている。
卓抜した戦術眼と統率力の持ち主であり、公明正大な人格者で、仲間からの信頼も厚い。また戦場を離れた常の状態では非常に慎み深い性格。
濃紺の炎を混ぜた竜巻を自身の周りに発生させて周囲の鉄を引き寄せて巻き込み、質量に速度と“存在の力”を加え強化された鉄による濃紺の激流を放つ、「勝鬨を上げる岩山」たる“巌凱”の自在法『ネサの鉄槌』を使う。
“架綻の片（かたんのひら）”アルラウネ
女性の“紅世の徒”。炎の色は薄桃。その姿は、美女の顔を中心に抱いた妖花。この顔は常に目を閉じており、開けることはない。よく気の回る性格で、隠れた内心や表に出ない意図を素早く的確にくみ取り、対応する。
援護や補助の自在法を得意とする自在師で、“巌凱”ウルリクムミの副官を務めていた。常に疑問形で話す癖がある。
“焚塵の関（ふんじんのせき）”ソカル
男性の“紅世の王”。炎の色は黄土。『九垓天秤』の1人で、役柄は“巌凱”ウルリクムミと同じく先陣を切って［とむらいの鐘］の軍を率いる先手大将。あだ名は「石の大木」。木の葉一つ無い石の大木の姿をしており、洞から甲高い声で喋る。
見栄っ張りな性格で、ブロッケン要塞落成の式典の際には、入城の序列を巡って騒ぎを起こしたりもした。ウルリクムミいわく「陰険悪辣の嫌な奴」とのこと。
「焼き尽くす門」たる“焚塵の関”の力、周囲一帯を覆い尽くす規模の石の木を多数生み出し操る防御の自在法『碑堅陣』の使い手。
“天凍の倶（てんとうのぐ）”ニヌルタ
男性の“紅世の王”。炎の色は黝（あおぐろ）。S巻『キープセイク』に登場。『九垓天秤』の1人で、役柄は全軍の中核となるアシズを守りつつ、［とむらいの鐘］の主力軍を統率する中軍首将。「氷の剣」と形容されていた。その姿は槍や剣や棍棒など様々な武器が刺さったガラスの壷で、戦闘時はこれらの武器に霜が降り始める。謹厳実直な性格で、公正ならば文句は言わないが、自己顕示欲の強いソカルとはよく激突していた。
“戎君（じゅうくん）”フワワ
男性の“紅世の王”。炎の色は焦茶。S巻『キープセイク』に登場。『九垓天秤』の1人で、役柄は戦機に応じて動き、強襲や危険な任務を遂行する遊撃部隊の長・遊軍首将。腹まで口が裂けた巨大な狼の姿をしており、「牙剥く野獣」と形容される。戦いにしか関心のない性格で、自身を誇ることにはまるで興味がない。また、口も悪い。

### ［革正団（レボルシオン）］
19世紀後半に現れ始めた『“紅世の徒”の存在を人の世に知らしめる』という思想を元に活動する者たちの集団。メンバーの大半は“徒”だが、極一部とはいえ一般人やフレイムヘイズも所属していたという点で他の組織とは一線を画している。

#### “征遼の睟”サラカエル一派
19世紀末～20世紀初頭のハワイ近辺で活動していた［革正団］で、“征遼の睟”サラカエルを事実上のリーダーとする一派（上記の見出しは便宜上の仮のもの）。活動拠点はハワイ島マウナロア山の地下基地。
“征遼の睟（せいりょうのすい）”サラカエル
男性の“紅世の王”。炎の色は碧玉。長髪で美麗な男性の聖職者の風貌をしているが、戦闘の際には後光が射して、髪の間に無数の縦に開いた瞳が現れる。
理知的な性格で、自分の思想に共感するのであれば、敵であるフレイムヘイズも、“徒”から食われれば非常に弱い人間も、『同志』としてどちらが上も下も無い対等な関係である事を望む。
睨んだ対象に自在法を飛ばし、瞳を対象に宿らせる事で強化や干渉を行う自在法『呪眼（エンチャント）』を使う。また『呪眼』である瞳自体を飛ばし、防御や攻撃にも用いる。
“吠狗首（はいこうしゅ）”ドゥーグ
男性の“紅世の徒”。炎の色は灰色。二足歩行の黒犬の姿をしている。物覚えが悪く、いつも手帳を持ち歩いてさまざまなことを書き付けていた。
犬の面と毛皮を付けた岩石獣人の“燐子”『黒妖犬（モディ）』を使う。簡単な命令をこなす程度の最低限の知能しかないが、大量に作り出すことや、機能を凍結させ長期保存させる事もできる。奥の手として『黒妖犬』自身が崩壊するほどの強烈な咆哮を放つ『金切り声（トラッシュ）』を持ち、サラカエルの『呪眼』の強化と組み合わせることで、複数のフレイムヘイズや“紅世の王”をしばらくの間行動不能にさせる事が出来る。

### ［百鬼夜行］
“紅世の徒”を時代に応じた乗り物で運び、送る事を生業とする運び屋。隠蔽と遁走に秀でた3人の“徒”が営む集団。古くから弱小の“徒”の移動手段や大物の“徒”の隠遁行動の助けなど、多くの“徒”を運び届けてきた。
“深隠の柎（しんいんのふ）”ギュウキ
声 - 北村謙次
男性の“紅世の徒”。炎の色は唐紅。［百鬼夜行］の頭目。長く伸びた首の先に角ばった木彫りの獣顔が付いた、獅子舞や西洋のシーツお化けのような姿の“徒”。シーツ状の体の端からは、必要に応じて木製異形の腕が出て来る。人化した姿は、がっしりした体格の大男。
万事において用心深く慎重で、人間を利用する事に長けた［百鬼夜行］の3人の中でも、特に優れた手腕を持つ。物事を説明する際、翡翠でできた兵棋の駒をよく使う。
透明な布状の力で覆う事で自身・他人を大人数、大きくも小さくも気配隠蔽を施せる自在法『倉蓑笠（くらのみのかさ）』を使う。これは他者の姿を自分達そっくりに偽装させる事も出来る。
“輿隷の御者（よれいのぎょしゃ）”パラ
声 - 青木強
男性の“紅世の徒”。炎の色は白緑色。［百鬼夜行］の運転手。緑の制服、白手袋、ゴーグルを身に着け、口元にスカーフを巻いた、暗い翳りのような姿。人化した姿は、眼鏡をかけた青年。あらゆる物体を“燐子”に変化させる技巧者で、［百鬼夜行］の乗り物は彼が作り出す“燐子”である。
体組織の黒い翳りをばら撒き、それを取り付かせた物体を幾十百も操作する自在法『ヒーシの種』を使う。ただし、ばら撒く範囲が広すぎると制御しきれない場合もある。
“坤典の隧（こんてんのすい）”ゼミナ
声 - 慶長佑香
女性の“紅世の徒”。炎の色は竜胆色。［百鬼夜行］の用心棒。外見は20代半ばでざんばら髪を雑に束ね、眼の周りに隈取をした和装の女。人化すると、隈取が無くなる模様。
三人中唯一戦闘向きの“徒”で、非常時（主に戦闘・逃走）の対応担当。武器として常にゴツいツルハシを持ち歩いている。
地面に大穴を掘り離脱する遁走の自在法『地駛（じばしり）』を使う。地面から遠く離れると使えない。
“剡展翅（せんてんし）”セムルヴ
“紅世の徒”。炎の色は銀鼠。［百鬼夜行］の斥候（臨時雇い）。鳥とも竜とも見える姿をしていた。

### ［巌楹院（ミナック）］
『灼眼のシャナX Eternal song ‐遙かなる歌‐』に登場。16世紀初頭の北フランスで大きな勢力を有していた、“盤曲の台”ゴグマゴーグを首領とする組織。
“盤曲の台（ばんきょくのだい）”ゴグマゴーグ
男性の“紅世の王”。炎の色は憲房色。［巌楹院（ミナック）］の首領。
一見すると舞台の上で踊っている等身大の女性型人形の姿をしているが、実はその人形と人形の踊る舞台が丸ごと本体であり、戦闘時には舞台に偽装していた巨大なロボットが迫り上がり、動き出す。女性型人形か巨大ロボットのどちらかにダメージを受けるともう一方もダメージを負う。功を挙げるためには己の部下も城も容赦なく切り捨てる。幻覚を生み出し、幻覚による攻撃の中に実体のある機械人形での攻撃や女性型人形からの炎弾を織り交ぜることで敵を惑わし、巨大ロボットの拳で叩き潰すという戦法を取る。

### 導きの神と眷属
“覚の嘯吟（かくのしょうぎん）”シャヘル
声 - 甲斐田裕子
女性で、『喚起』と『伝播』の権能を司る“紅世”真正の『導きの神』。炎の色は純白。この色は「全てを掻き消す忘我の色」とも称される。神意召喚の儀式名は“嘯飛吟声（しょうひぎんせい）”。
実体を持たない神霊として眷属の間を漂う、神としての権能のみに特化した「それだけの存在」（ゆえに神「威」ではなく神「意」召喚となる）。
神託が為される際、聞く方にはシャヘルの声が「耳元で叩かれる割れ鐘のように異様なまでに明瞭な、記憶に刻む痛みさえ伴い、遠くから途切れ途切れに響いて来る、聞くものの総身を劈く声」として聞こえる。神託は距離の遠近、因果を断絶させる封絶の内外、聞くつもりの有無に関わらず、強制的に「聞かされ」て、神託を受けている間は禄に身動きも取れなくなる。容易には忘れられない強烈な印象を聞く者に刻み付けるが、その内容を強制する性質は持たない。
“笑謔の聘（しょうぎゃくのへい）”ロフォカレ
声 - 藤田圭宣
男性の“紅世の徒”。炎の色は常磐色。“紅世”の導きの神“覚の嘯吟”シャヘルの眷属。大きな三角帽に襟を立てた燕尾服で顔を隠した男で、古風なリュートを抱える。自称「楽師」。「他者を以って己を表現する」という芸術家的な一面を持ち、そのためミカロユスのような同類には一定の敬意を示す。
眼によらず遠く離れた場所を見ることが出来る『千里眼』という自在法を使用し、優れた探知・索敵能力（本人曰く感受性）を持つ。

### ［マカベアの兄弟］
新世界『無何有鏡』が創造された後に、“紅世”から新世界へ渡り来た大量の新来の“徒”たちの一部が結成した集団群の中でも、極めて厄介な集団。
“潜逵の衝鋒（せんきのしょうほう）”ダーイン
声 - 稲田徹（ドラマCD）
“紅世の王”。炎の色は雄黄色。人化した姿は、恰幅の良い小男。本性は、炎を吹き出す岩石の巨人の姿をしていたが、緊急時には岩石の巨人を地上に残したまま本体を地中に潜伏させることが可能。［マカベアの兄弟］の中で“王子”の称号を名乗る者の一人であり、同じく“王子”であるカルンと行動を共にしていた。
“紊鎚毀（びんついき）”カルン
声 - 矢部雅史（ドラマCD）
“紅世の王”。炎の色は茶鼠色。人化した姿は、痩せた長身の男。本性は、十余もの鎖付きの鉄槌を振り回す櫓の姿をしていた。“王子”の称号を名乗る者の一人であり、同じく“王子”であるダーインと行動を共にしていた。

### ［宝石の一味］
人間や“徒”の秘蔵する宝を入手する過程に喜びを見出す変わり者で曲者の“王”四人組。コヨーテを頭目に、フックス、トンサーイ、イナンナの四人で構成され、それぞれ目的や志向の合致で纏まっている。現代まで生存しているかは不明。
“瓊樹の万葉（けいじゅのまんよう）”コヨーテ
“紅世の王”。炎の色はナイルブルー。［宝石の一味］の頭目。人化した姿は、三十がらみの愛嬌が特徴といえる容貌の男で、ひょろ長く肩幅が大きい。旅塵にまみれたフード付きオーバーを着込んでおり、両手首に金輪状の鍵束を付けている。
“狙うかがの疾霆（そしのしってい）”フックス
“紅世の王”。炎の色はグレイ。容姿や性別は不明。［宝石の一味］に所属する4人の“王”の1人。
“無比の斬決（むひのざんけつ）”トンサーイ
“紅世の王”。炎の色はフォッグ。容姿や性別は不明。［宝石の一味］「に所属する4人の“王”の1人。
“絶佳の望蜀（ぜっかのぼうしょく）”イナンナ
“紅世の王”。炎の色はマゼンダ。容姿や性別は不明だが、コヨーテは「ちゃん」づけで呼んでいる。
［宝石の一味］に所属する4人の“王”の1人で、XII巻の回想でヨーハンが言っていた『誇大妄想の狂信的な“王”』とはイナンナのことである。富と美術品の集積に執着する拝金主義者で、コヨーテたち3人は度々その口車と手管に乗って、余計な財宝探しや盗みに駆り出されている。

### ［轍（ラット）］
“探耽求究”ダンタリオンを信奉する“徒”たちが新世界『無何有鏡』で結成した組織。組織に所属する他の構成員たちを『同門』と呼んでいるが、構成員全員が己をダンタリオンの一番弟子を自称しており、統制され命令を伝え合う繋がりはなく、同志といえる程の熱狂を共にする間柄でもない為、処罰に厳しい。
構成員の誰もがダンタリオンの『一番弟子』を自認する為に、総じて傲慢な性格であり、他の『同門』にも非協力的でなおかつ自分を特別視している為、自分たちを一纏めに呼ばれる事すら不快感を覚え、ダンタリオンの教えを歪んで受け止める他の愚か者と一緒にされては敵わないとまで考える程の、特異な組織。
“頒叉咬（はんさこう）”ケレブス
“紅世の徒”。炎の色は老竹色。［轍］の一員。
人化した姿は作業着姿の貧相な小男で、本性は三つ頭の烏。使用する自在法『ストマキオン』は、本来は一定の法則に従って自在式を組み上げるだけの力で、せいぜい自在法の効率化程度にしか使えない力である。
“攵申（ひょうしん）”ギータ
“紅世の徒”。炎の色は錆浅葱色。［轍］の一員で、外見は巨大な肉食恐竜に類似した姿。

### 『色盗人（いろぬすびと）』
新世界が創造されてから数年後に、多数の“徒”やフレイムヘイズから固有の炎ごと“存在の力”の一部を奪って、その奪った炎を自分たちに継ぎ足して自身を強化して、新世界各地で暴れていた“紅世の徒”の集団。なお、『色盗人』という呼称は自分たちで名乗ったものではなく、他称である。根拠地は首領である“踉蹌の梢”バロメッツが滞在していたアメリカ合衆国北東の荒野のゴーストタウンで、バロメッツたちは根拠地を『桃源（エデン）』と呼称していた。
“踉蹌の梢（ろうそうのすえ）”バロメッツ
“紅世の王”。炎の色は極彩色。『色盗人』の首領で、人化した姿は様々な生地を継ぎ接ぎしたコートを纏った青年。この世（旧世界）では、息を潜めて生きる半端な自在師の“紅世の王”でしかなかったが、新世界へ渡り来た後に“存在の力”が無限に満ちているのを利用して改良した特殊な隠蔽と潜伏を特性とする罠の自在法『啖牙の種（マールス）』を指先大の種として新世界各地にばらまいて、条件付けに引っかかったフレイムヘイズや“徒”たちの“存在の力”の一部を炎ごと無理矢理に本体のバロメッツの元に転移させた。また、株分けさせた分身を存在に寄生させて強化を行う自在法『隠羽織（ミュステリア）』も使用して『啖牙の種』で奪い取った“存在の力”を吸収せずに保存した状態のまま自他の存在に根付かせることで、“存在の力”の統御限界を継ぎ足す方法を編み出して、安易に力を欲する“徒”たちに『隠羽織』を施術する必要条件である相手の同意を得た上で『隠羽織』を施術して分け与えることで寄生させて、本人たちに気づかせないまま被施術者の“徒”たちを自分の分身にして支配し、支配と勢力拡大を続けていた。

## 両界の嗣子
“この世”と“紅世”、双方の存在の融合体の呼称。
ユストゥス
声 - 浅倉杏美（ドラマCD）
ヨーハンとフィレスが生み出した、史上最初の『両界の嗣子』。炎の色は琥珀色。
フィレスが改変した『大命詩篇』を核に、二人が融合した最初の時点では、捩れた球形のフラスコの中の脈動する心臓というものであった。
新世界『無何有鏡』創造後にヨーハンから吉田一美に託されたヴィルヘルミナへの伝言によって捩れた球形のフラスコの中の心臓が起動し、新世界へ旅立った“徒”たちの残した膨大な“存在の力”を吸収し、人間の生後三か月程の男の子の姿で誕生した。
ユストゥスの誕生は導きの神シャヘルの神意召喚 “嘯飛吟声”によって全ての“徒”に周知されているため、ユストゥスは新世界創造と並ぶ伝説であり、共存の象徴となり得る存在でもある。

## シャナたんシリーズの登場人物
アニメ版や漫画版の番外編に登場するちびキャラ（デフォルメ）化されたキャラクター。本編から逸脱したキャラクターであるため、このキャラが登場する作品は番外編として扱われている。ここでは主にちびキャラ化されたキャラクターのみ扱う。
シャナたん
声 - 釘宮理恵
ちびキャラ化されたシャナ。外見同様に精神年齢も低く、口調も幼く舌足らずなしゃべり方をする。シャナに比べ、子供っぽく駄々っ子のような性格になっている。神出鬼没でとんでもない場所から現れることがある。
ヘカテーたん
声 - 能登麻美子
ちびキャラ化されたヘカテー。『頂のヘカテーたん』に登場しシュドナイの頭の上に乗っている。シュドナイと悠二の妖しい絡みが多かったため出番が少ないが、積み重ねたダンボール箱の上でシャナたんと壮絶なバトルを行った。
ナギたん
声 - 釘宮理恵
『ハヤテのごとく!』のヒロイン三千院ナギがちびキャラ化した姿。『灼眼のシャナたん リベンジ』に登場し、シャナたんの代わりに悠二の頭の上に乗っていた。やることはシャナたんとほとんど同じで衣装も同じだった他、悠二から声優ネタを突っ込まれていた。
インデックスたん
声 - 井口裕香
『とある魔術の禁書目録たん』からのゲスト出演で、『灼眼のシャナたん リベンジ』に登場した同作のヒロインであるインデックスがちびキャラ化した姿。ダンボール箱の上でシャナたんに「真似するな」と壮絶な言い争いを行う。